# Tàu điện ngầm Seoul
Hệ thống tàu điện ngầm vùng đô thị Seoul (Tiếng Hàn: 수도권 전철, Tiếng Anh: Seoul Metropolitan Subway System, Hanja: 首都圈 電鐵) là một hệ thống giao thông tốc độ cao ở vùng thủ đô Seoul, Hàn Quốc. Seoul có một hệ thống tàu điện ngầm nối mỗi quận của thành phố và các khu vực xung quanh. Với lượng khách hơn 8 triệu mỗi ngày, hệ thống tàu điện ngầm của Seoul được xếp vào một trong những hệ thống tàu điện ngầm bận rộn nhất trên thế giới. Tàu điện ngầm vùng đô thị Seoul có 24 tuyến phục vụ Seoul, Incheon, Gyeonggi-do, Chungcheongnam-do, Gangwon-do.

## Lịch sử
- 15 tháng 8 năm 1974: Khai trương đầu tiên từ Ga Seoul ~ Ga Cheongnyangni của Tàu điện ngầm vùng thủ đô Seoul tuyến 1.
- 20 tháng 4 năm 1976: Đoạn Ga Seoul ~  Ga Guro của Tuyến tàu điện ngầm vùng thủ đô Seoul số 1 được khai trương.
- 20 tháng 10 năm 1976: Tuyến tàu điện ngầm vùng thủ đô Seoul số 1, đoạn Ga Cheongnyangni ~ Ga Seongbuk được khai trương.
- 20 tháng 10 năm 1976: Tuyến Gyeongin được mở giữa Ga Guro ~ Ga Incheon của Tuyến tàu điện ngầm vùng thủ đô Seoul số 1
- 17 tháng 11 năm 1976: Tuyến Gyeongbu mở giữa Ga Guro ~ Ga Suwon của Tuyến tàu điện ngầm vùng thủ đô Seoul số 1
- 9 tháng 12 năm 1978: Đoạn Yongsan ~ Cheongnyangni trên Tuyến Gyeongwon được thêm vào Tàu điện ngầm vùng thủ đô Seoul tuyến 1. Hiện là một phần của Tuyến Jungang.
- 5 tháng 10 năm 1980: Ga Sinimun Tuyến Gyeongwon Tuyến 1 của Tàu điện ngầm vùng thủ đô Seoul được khai trương.
- 16 tháng 12 năm 1980: Tàu điện ngầm vùng thủ đô Seoul tuyến 1 Ga Seobinggo, Ga Hannam và Ga Hoegi được khai trương.
- 1 tháng 7 năm 1981: Ga Seongsu trên Tuyến Gyeongwon của Tàu điện ngầm vùng thủ đô Seoul tuyến 1 được đổi tên thành Ga Eungbong.
- 31 tháng 7 năm 1981: Tàu điện ngầm Seoul tuyến 2 từ Ga Sinseol-dong ~ Ga khu liên hợp thể thao được khai trương.
- 23 tháng 12 năm 1982: Tuyến đường đôi giữa Ga Yeongdeungpo ~ Ga Suwon trên Tuyến Gyeongbu của Tuyến tàu điện ngầm vùng thủ đô Seoul số 1 được khai trương.
- 30 tháng 12 năm 1982: Đoạn từ Ga liên hợp thể thao ~ Ga Đại học Giáo dục Quốc gia Seoul trên Tuyến 2 được khai trương.
- 2 tháng 8 năm 1983: Ga Seoksu trên Tuyến Gyeongbu Tàu điện ngầm vùng thủ đô Seoul tuyến 1 được khai trương.
- 16 tháng 9 năm 1983: Khi đoạn từ Ga Seongsu ~ Ga Euljiro 1(il)-ga trên Tàu điện ngầm Seoul tuyến 2 được khai trương, đoạn từ Ga Sinseol-dong ~ Ga Seongsu được tách thành một tuyến nhánh riêng biệt.
- 17 tháng 12 năm 1983: Tàu điện ngầm Seoul tuyến 2 đoạn Ga Đại học Giáo dục Quốc gia Seoul ~ Ga Đại học Quốc gia Seoul được khai trương.
- 23 tháng 12 năm 1983: Đoạn từ Ga liên hợp thể thao ~ Ga Đại học Giáo dục Quốc gia Seoul trên Tuyến 2 được khai trương.
- 1 tháng 1 năm 1984: Ga Yuljeon trên Tàu điện ngầm vùng thủ đô Seoul tuyến 1 được đổi tên thành Ga Seongdaemae.
- 22 tháng 5 năm 1984: Tuyến đường vòng Euljiro được hoàn thành với việc khai trương ga Sindorim trên Tuyến Gyeongbu của Tuyến tàu điện ngầm vùng thủ đô Seoul số 1 và khai trương Ga Đại học quốc gia Seoul ~ Ga Euljiro 1(il)-ga trên Tàu điện ngầm Seoul tuyến 2.
- 20 tháng 11 năm 1984: Ga Baegun trên Tuyến Gyeongin Tàu điện ngầm vùng thủ đô Seoul tuyến 1 được khai trương.
- 1985: Hệ thống giá vé thay đổi theo khoảng cách đến vùng, thẻ đường sắt Edmondson thay đổi thành vé từ.
- 14 tháng 10 năm 1985: Ga Seokgye Tuyến Gyeongwon của Tàu điện ngầm vùng thủ đô Seoul Tuyến 1 được khai trương.
- 20 tháng 11 năm 1985: Tàu điện ngầm vùng thủ đô Seoul Tuyến 4 đoạn Ga Sanggye ~ Ga Đại học Hansung được khai trương.
- 12 tháng 4 năm 1986: Tàu điện ngầm vùng thủ đô Seoul Tuyến 3 đoạn Ga Gupabal ~ Ga Dongnimmun được khai trương.
- 22 tháng 8 năm 1986: Tàu điện ngầm vùng thủ đô Seoul tuyến 1 mở đoạn giữa Ga Seongbuk ~ Ga Changdong.
- 1 tháng 9 năm 1986: Tự động hóa dịch vụ ga trong khu vực tàu điện ngầm Seoul.
- 18 tháng 10 năm 1986: Tàu điện ngầm vùng thủ đô Seoul tuyến 1 Ga Oksu Tuyến Gyeongwon, đoạn Ga Dongnimmun ~ Ga Yangjae trên Tàu điện ngầm vùng thủ đô Seoul tuyến 3, đoạn Ga Đại học Hansung ~ Ga Sadang trên Tàu điện ngầm vùng thủ đô Seoul tuyến 4 được khai trương.
- 2 tháng 12 năm 1986: Đoạn giữa Ga Changdong ~ Ga Uijeongbu thuộc Tuyến Gyeongwon của Tàu điện ngầm vùng thủ đô Seoul tuyến 1 được khai trương.
- 5 tháng 10 năm 1987: Đoạn giữa Ga Uijeongbu ~ Ga Uijeongbu Bukbu thuộc Tuyến Gyeongwon của Tàu điện ngầm vùng thủ đô Seoul tuyến 1 được khai trương.
- 31 tháng 12 năm 1987: Khai trương Ga Jungdong thuộc Tuyến Gyeongin của Tàu điện ngầm vùng thủ đô Seoul tuyến 1.
- 16 tháng 10 năm 1988: Khai trương Ga Onsu thuộc Tuyến Gyeongin của Tàu điện ngầm vùng thủ đô Seoul tuyến 1.
- 25 tháng 7 năm 1989: Đoạn giữa Ga Geumjeong và Ga Ansan trên Tàu điện ngầm vùng thủ đô Seoul tuyến 4 Tuyến Ansan được khai trương
- 13 tháng 7 năm 1990: Ga Jichuk trên Tàu điện ngầm vùng thủ đô Seoul tuyến 3 khai trương.
- 1991: Dịch vụ ga tự động tại khu vực đô thị Seoul.
- 23 tháng 11 năm 1991: Khai trương tuyến 3 chiều giữa Ga Yeongdeungpo ~ Ga Guro trên Tuyến Gyeongbu của tuyến Tàu điện ngầm đô thị Seoul số 1.
- 25 tháng 2 năm 1993: Tàu điện ngầm Seoul tuyến 2 Tuyến Sinjeong từ Ga Sindorim ~ Ga văn phòng Yangcheon-gu khai trương.
- 15 tháng 4 năm 1993: Đoạn giữa Ga Geumjeong và Ga Indeogwon trên Tàu điện ngầm vùng thủ đô Seoul tuyến 4 Tuyến Gwacheon được khai trương.
- 21 tháng 6 năm 1993: Tàu điện ngầm Seoul tuyến số 4 từ Ga Sanggye ~ Ga Danggogae được khai trương.
- 30 tháng 10 năm 1993: Tàu điện ngầm vùng thủ đô Seoul tuyến 3 từ Ga Yangjae ~ Ga Suseo được khai trương.
- 1994: Khai trương đường ray ba giữa Ga Seoul và Ga Yeongdeungpo trên Tuyến Gyeongbu của Tàu điện ngầm vùng thủ đô Seoul tuyến 1.
- 1 tháng 4 năm 1994: Mở rộng Tuyến Gwacheon từ Ga Indeogwon ~ Ga Sadang được khai trương kết nối trực tiếp với Ga Namtaeryeong tạo thành Tàu điện ngầm vùng thủ đô Seoul tuyến 4.
- 11 tháng 7 năm 1994: Mở Ga Ganseok (Tuyến Gyeongin) và Ga Dowon trên Tàu điện ngầm vùng thủ đô Seoul tuyến 1.
- 1 tháng 9 năm 1994: Mở cửa Tuyến Bundang, hoạt động từ Ga Suseo ~ Ga Ori.
- 1 tháng 12 năm 1994: Ga khu vực Đại học Sungkyunkwan được đổi tên thành Ga Đại học Sungkyunkwan trên Tàu điện ngầm vùng thủ đô Seoul tuyến 1.
- 16 tháng 11 năm 1995: Ga Guil trên Tuyến Gyeongin (Tàu điện ngầm vùng thủ đô Seoul tuyến 1) được khai trương.
- 15 tháng 12 năm 1995: Mở cửa Tàu điện ngầm Seoul tuyến 5 từ Ga Wangsimni ~ Ga Sangil-dong.
- 30 tháng 1 năm 1996: Mở cửa đoạn Jichuk - Daehwa mở rộng của Tàu điện ngầm Seoul tuyến 3.
- 29 tháng 2 năm 1996: Đoạn giữa Ga Văn phòng Yangcheon-gu và Ga Sinjeong Negeori trên Tàu điện ngầm Seoul tuyến 2 (Tuyến Sinjeong) được khai trương.
- 20 tháng 3 năm 1996: Mở cửa Kkachisan - Sindorim mở rộng của Tàu điện ngầm Seoul tuyến 2, và đoạn giữa Ga Banghwa và Ga Kkachisan trên Tàu điện ngầm Seoul tuyến 5 được khai trương..
- 30 tháng 3 năm 1996: Mở cửa Tàu điện ngầm Seoul tuyến 5 từ Ga Gangdong ~ Ga Macheon được khai trương.
- 12 tháng 8 năm 1996: Mở cửa Tàu điện ngầm Seoul tuyến 5 từ Ga Kachisan ~ Ga Yeouido được khai trương.
- 11 tháng 11 năm 1996: Mở cửa Tàu điện ngầm Seoul tuyến 7 từ Ga Jangam ~ Ga Đại học Konkuk được khai trương.
- 23 tháng 11 năm 1996: Mở cửa Tàu điện ngầm Seoul tuyến 8 từ Ga Jamsil ~ Ga Moran được khai trương.
- 30 tháng 12 năm 1996: Mở cửa Tàu điện ngầm Seoul tuyến 5 từ Ga Yeouido - Ga Wangsimni được khai trương.
- 30 tháng 5 năm 1997: Khai trương và mở tạm thời lối đi trung chuyển giữa Ga Singil trên Tuyến Gyeongbu của Tuyến tàu điện ngầm Seoul số 1 và Ga Singil trên Tuyến số 5 của tàu điện ngầm Seoul và Ga Sosa trên Tuyến Gyeongin.
- 1 tháng 7 năm 1998: Khai trương Ga Doksan của Tàu điện ngầm vùng thủ đô Seoul tuyến 1 (Tuyến Gyeongbu). Hoàn thành và khai trương Ga Singil.
- 29 tháng 4 năm 1999: Hoàn thành đường ray đôi giữa Ga Guro và Ga Bupyeong trên Tuyến Gyeongin (Tuyến 1) và dịch vụ tàu tốc hành giữa Ga Guro và Ga Bupyeong.
- 2 tháng 7 năm 1999: Mở cửa Tàu điện ngầm Seoul tuyến 8 từ Ga Jamsil ~ Ga Amsa.
- 6 tháng 10 năm 1999: Mở cửa Tàu điện ngầm Incheon tuyến 1 đoạn Ga Bakchon ~ Ga Dongmak.
- 4 tháng 12 năm 1999: Mở cửa Tàu điện ngầm Incheon tuyến 1 đoạn Ga Bakchon ~ Ga Gyulhyeon.
- 2000: Hệ thống hóa hệ thống thông tin mà cho đến nay vẫn chưa được chắc chắn thành hệ thống tàu điện ngầm đô thị.
- 29 tháng 2 năm 2000: Tuyến tàu điện ngầm Seoul số 7 đoạn Ga Onsu - Ga Sinpung được khai trương.
- 1 tháng 5 năm 2000: Tên của Tuyến tàu điện ngầm Seoul số 1 được hợp nhất với đoạn đường sắt quốc gia hiện có theo chính sách hợp nhất tên của Tàu điện ngầm vùng Thủ đô Seoul và Tàu điện ngầm Seoul, và tên được đổi thành Tàu điện ngầm vùng thủ đô Seoul tuyến số 1.
- 28 tháng 7 năm 2000: Đoạn giữa Ga Ansan và Ga Oido trên Tàu điện ngầm vùng thủ đô Seoul tuyến 4 (Tuyến Ansan) được khai trương.
- 1 tháng 8 năm 2000: Tuyến tàu điện ngầm Seoul số 7 đoạn Ga Đại học Konkuk ~ Ga Sinpung được khai trương.
- 7 tháng 8 năm 2000: Mở cửa Tàu điện ngầm Seoul tuyến 6 từ Ga Bonghwasan ~ Ga Sangwolgok.
- 15 tháng 12 năm 2000: Đoạn Ga Sangwolgok ~ Ga Eungam trên Tàu điện ngầm Seoul tuyến 6 được khai trương.
- 9 tháng 3 năm 2001: Đoạn Ga Itaewon ~ Ga Yaksu trên Tàu điện ngầm Seoul tuyến 6 được khai trương.
- 30 tháng 11 năm 2001: Ga Dohwa trên Tuyến Gyeongin (Tuyến 1) được khai trương.
- 15 tháng 3 năm 2002: Tuyến đường đôi giữa Ga Bupyeong và Ga Juan trên Tuyến Gyeongin (Tuyến 1) được khai trương.
- 30 tháng 4 năm 2003: Tuyến tàu điện ngầm Seoul số 1 đoạn Ga Suwon ~ Ga Byeongjeom được khai trương.
- 3 tháng 9 năm 2003: Tuyến Bundang khai trương đoạn Ga Suseo ~ Ga Seolleung.
- 2004: Thay đổi phương pháp tính giá vé từ hệ thống giá vé đoạn sang hệ thống tỷ lệ khoảng cách. Giới thiệu một hệ thống giảm giá cho việc vận chuyển bằng xe buýt.
- 16 tháng 1 năm 2004: Khai trương Ga Imae trên Tuyến Bundang.
- 25 tháng 6 năm 2004: Ga Bugok trên Tuyến 1 (Tuyến Gyeongbu) được đổi tên thành Ga Uiwang, và Ga Uiwang trên Tuyến Cơ sở Vận tải Nambu được đổi tên thành Ga Obong.
- 24 tháng 9 năm 2004: Khai trương Ga Guryong trên Tuyến Bundang.
- 26 tháng 11 năm 2004: Khai trương Ga Bojeong trên Tuyến Bundang.
- 20 tháng 1 năm 2005: Mở cửa Byeongjeom - Cheonan mở rộng của Tàu điện ngầm vùng thủ đô Seoul tuyến 1.
- 16 tháng 12 năm 2005: Mở cửa Tuyến Jungang, hoạt động từ Ga Yongsan ~ Ga Deokso.
- 27 tháng 12 năm 2005: Tàu điện ngầm vùng thủ đô Seoul tuyến 1 (Tuyến Gyeongbu) đoạn Ga Sema - Ga Đại học Osan được khai trương.
- 30 tháng 6 năm 2006: Tàu điện ngầm vùng thủ đô Seoul tuyến 1 đoạn Ga Jinwi - Ga Jije (Tuyến Gyeongbu) được khai trương
- 15 tháng 12 năm 2006: Mở cửa Uijeongbu ~ Soyosan mở rộng của Tàu điện ngầm vùng thủ đô Seoul tuyến 1. Tàu điện ngầm từ Ga Yongsan ~ Ga Gwangmyeong bắt đầu hoạt động. Nay giảm xuống thành Yeongdeungpo ~ Gwangmyeong.
- 16 tháng 3 năm 2007: Tuyến tàu điện ngầm Incheon tuyến 1 đoạn Ga Gyulhyeon - Ga Gyeyang được khai trương.
- 23 tháng 3 năm 2007: Mở cửa Đường sắt sân bay Quốc tế Incheon (AREX) đoạn Ga sân bay Quốc tế Gimpo - Ga sân bay Quốc tế Incheon.
- 24 tháng 12 năm 2007: Khai trương đoạn giữa Ga Ori ~ Ga Jukjeon trên Tuyến Bundang.
- 27 tháng 12 năm 2007: Mở cửa Ga Deokso ~ Ga Paldang mở rộng của Tuyến Jungang.
- 28 tháng 12 năm 2007: Ga Deokgye trên Tuyến 1 (Tuyến Gyeongwon) được khai trương và Ga Junae được đổi tên thành Ga Yangju.
- 20 tháng 6 năm 2008: Ga Magok trên Tuyến 5 khai trương.
- 15 tháng 12 năm 2008: Mở cửa Cheonan ~ Sinchang mở rộng của Tàu điện ngầm vùng thủ đô Seoul tuyến 1.
- 29 tháng 12 năm 2008: Đổi tên Ga Siheung trên Tuyến 1 (Tuyến Gyeongbu) thành Ga văn phòng Geumcheon-gu và đoạn giữa Ga Paldang ~ Ga Guksu trên Tuyến Jungang được khai trương
- 1 tháng 5 năm 2009: Vé giấy từ tính thay đổi thành RFID dựa trên thẻ giao thông công cộng.
- 1 tháng 6 năm 2009: Tuyến tàu điện ngầm Incheon số 1 từ Ga Dongmak ~ Ga Khu Thương mại Quốc tế được khai trương
- 1 tháng 7 năm 2009: Mở cửa Tuyến Gyeongui, hoạt động từ Ga Seoul ~ Ga Munsan.
- 24 tháng 7 năm 2009: Mở cửa Tàu điện ngầm Seoul tuyến 9, hoạt động từ Ga Gaehwa ~ Ga Sinnonhyeon.
- 29 tháng 10 năm 2009: Ga Sân vận động Dongdaemun trên Tuyến 2, Tuyến 4 và Tuyến 5 được đổi tên thành Ga Công viên Văn hóa và Lịch sử Dongdaemun.
- 23 tháng 12 năm 2009: Tuyến Jungang Ga Sinwon, đoạn Ga Guksu ~  Ga Yongmun được khai trương
- 21 tháng 1 năm 2010: Ga Dangjeong trên Tàu điện ngầm vùng thủ đô Seoul tuyến 1 khai trương.
- 18 tháng 2 năm 2010: Tuyến tàu điện ngầm Seoul số 3 đoạn Ga Suseo ~ Ga Ogeum được khai trương.
- 26 tháng 2 năm 2010: Mở cửa Byeongjeom ~ Seodongtan mở rộng của Tàu điện ngầm vùng thủ đô Seoul tuyến 1.
- 27 tháng 5 năm 2010: Ga Seongnae trên Tuyến 2 được đổi tên thành Ga Jamsilnaru.
- 21 tháng 12 năm 2010: Mở cửa Tuyến Gyeongchun được kết hợp với việc khai trương đoạn Ga Sangbong ~ Ga Chuncheon. Khai trương các điểm trung chuyển tại Ga Sangbong và Ga Mangu trên Tuyến Jungang và khai trương Ga Obin.
- 29 tháng 12 năm 2010: Khai trương đoạn Ga sân bay Quốc tế Gimpo - Ga Seoul trên Tuyến AREX. Chuyến tàu trực tiếp hoạt động giữa Ga Sân bay Quốc tế Gimpo và Ga Sân bay Quốc tế Incheon đã được thay đổi và áp dụng từ Ga Seoul ~ Ga Sân bay Quốc tế Incheon.
- 28 tháng 10 năm 2011: Mở cửa Tuyến Shinbundang, hoạt động từ Ga Gangnam ~ Ga Jeongja.
- 30 tháng 11 năm 2011: Ga Gongdeok của Đường sắt sân bay Quốc tế Incheon (AREX) khai trương
- 28 tháng 12 năm 2011: Khai trương đoạn giữa Ga Jukjeon và Ga Giheung trên Tuyến Bundang. Ga tàu điện ngầm của Ga Bojeong đã bị đóng. Ga Đại học Gyeongwon được đổi tên thành Ga Đại học Gachon.
- 30 tháng 6 năm 2012: Mở cửa Tuyến Suin, hoạt động từ Ga Oido ~ Ga Songdo.
- 1 tháng 7 năm 2012: Mở cửa Tuyến đường sắt nhẹ Uijeongbu (Tuyến U) từ Ga Balgok ~ Ga Tapseok.
- 6 tháng 10 năm 2012: Đoạn giữa Ga Seolleung và Ga Wangsimni trên Tuyến Bundang được khai trương.
- 27 tháng 10 năm 2012: Tuyến tàu điện ngầm Seoul số 7 từ Ga Onsu ~ Ga văn phòng Bupyeong-gu được khai trương.
- 1 tháng 12 năm 2012: Khai trương đoạn giữa Ga Giheung và Ga Mangpo trên Tuyến Bundang.
- 15 tháng 12 năm 2012: Tuyến Gyeongui từ Ga Digital Media City (Tuyến Yongsan) ~ Ga Gongdeok được khai trương được đổi thành Tuyến Gyeongui-Jungang với hoạt động tích hợp của Tuyến Gyeongui và mở Ga Byeollae của Tuyến Gyeongchun.
- 25 tháng 2 năm 2013: Ga Seongbuk trên Tuyến Gyeongwon của Tàu điện ngầm vùng thủ đô Seoul tuyến 1 được đổi tên thành Ga Đại học Kwangwoon.
- 26 tháng 4 năm 2013: Mở cửa EverLine từ Ga Giheung ~ Ga Jeondae-Everland.
- 4 tháng 11 năm 2013: Tuyến Gyeongchun mở đoạn giữa Ga Đại học Kwangwoon và Ga Mangu.
- 30 tháng 11 năm 2013: Khai trương Tuyến Bundang từ Ga Mangpo ~ Ga Suwon và hoạt động của tàu tốc hành (dừng ở tất cả các ga giữa Ga Wangsimni và Ga Jukjeon). Khai trương Ga Cheonmasan trên Tuyến Gyeongchun.
- 28 tháng 12 năm 2013: Khai trương Ga Sinnae trên Tuyến Gyeongchun.
- 24 tháng 5 năm 2014: Ga Magongnaru trên Tuyến 9 khai trương.
- 21 tháng 6 năm 2014: Ga Thành phố Quốc tế Cheongna của Đường sắt Sân bay Quốc tế Incheon (AREX) khai trương.
- 25 tháng 8 năm 2014: Dịch vụ tàu tốc hành bắt đầu giữa Ga Yeongdeungpo và Ga Byeongjeom của Tàu điện ngầm vùng thủ đô Seoul tuyến 1.
- 20 tháng 9 năm 2014: Áp dụng giảm giá dịch vụ đưa đón tích hợp trong khu vực đô thị Yongin Light Rail.
- 20 tháng 9 năm 2014: Áp dụng giảm giá dịch vụ đưa đón tích hợp trong khu vực đô thị của Đường sắt nhẹ Uijeongbu.
- 27 tháng 12 năm 2014: Khai trương Ga Wonheung trên tàu điện ngầm vùng thủ đô Seoul tuyến 3. Khai trương đoạn Ga Gongdeok ~ Ga Yongsan. Tuyến Gyeongui-Jungang khai trương bằng cách bắt đầu kết nối trực tiếp giữa Tuyến Jungang và Ga Yongsan.
- 28 tháng 3 năm 2015: Khai trương tuyến trung chuyển giữa Ga Seoul, tuyến tàu điện ngầm Seoul số 1, tuyến tàu điện ngầm Seoul số 4, tuyến đường sắt sân bay quốc tế Incheon (AREX). Phần mở rộng Sinnonhyeon - Khu liên hợp thể thao của Tuyến số 9.
- 31 tháng 10 năm 2015: Tuyến trung chuyển giữa Ga Noryangjin, Tuyến tàu điện ngầm Seoul số 1 và Tuyến Gyeongbu được khai trương. Khai trương Ga Yadang trên Tuyến Gyeongui-Jungang.
- 30 tháng 1 năm 2016: Phần mở rộng Jeongja ~ Gwanggyo của Tuyến Shinbundang được khai trương.
- 1 tháng 2 năm 2016: Các chuyến tàu tốc hành dừng tại Ga Gaebong và Ga Jemulpo trên Tuyến Gyeongin, Tàu điện ngầm vùng thủ đô Seoul tuyến 1.
- 27 tháng 2 năm 2016: Phần mở rộng Ga Songdo - Ga Incheon của Tuyến Suin.
- 26 tháng 3 năm 2016: Ga Yeongjong của Tuyến AREX mở cửa.
- 30 tháng 4 năm 2016: Khai trương Ga Công viên Hyochang trên Tuyến Gyeongui-Jungang của Tàu điện ngầm Thủ đô Seoul.
- 30 tháng 7 năm 2016: Tuyến 2 tàu điện ngầm Incheon từ Ga Geomdan Oryu ~ Ga Unyeon được khai trương.
- 24 tháng 9 năm 2016: Khai trương Tuyến Gyeonggang từ Ga Pangyo ~ Ga Yeoju.
- 26 tháng 9 năm 2016: Tuyến tàu điện ngầm đô thị Seoul Gyeongchun đã mở đoạn từ Ga Sangbong ~ Ga Cheongnyangni.
- 9 tháng 12 năm 2016: Chuyến tàu tốc hành mới giữa Ga Yongsan ~ Ga Sinchang trên Tuyến số 1 của Tàu điện ngầm Thủ đô Seoul.
- 15 tháng 12 năm 2016: Đổi tên Ga Sincheon trên Tàu điện ngầm Seoul tuyến 2 thành Ga Jamsilsaenae.
- 21 tháng 1 năm 2017: Tuyến Gyeongui-Jungang đoạn Ga Yongmun ~ Ga Jipyeong được khai trương.
- 7 tháng 7 năm 2017: Thành lập tuyến tốc hành Suin, tuyến tốc hành đặc biệt Gyeongin, và mở rộng Tuyến Gyeongui đoạn Ga Munsan - Ga Seoul.
- 2 tháng 9 năm 2017: Tuyến Đường sắt nhẹ Seoul Ui Sinseol mở đoạn từ Ga Bukhansan-Ui ~ Ga Sinseol-dong.
- 13 tháng 1 năm 2018 : Khai trương Ga nhà Ga số 2 sân bay Quốc tế Incheon. Đồng thời, ga nhà ga Sân bay Quốc tế Incheon được đổi tên thành Ga Nhà ga số 1 của Sân bay Quốc té Incheon.
- 28 tháng 4 năm 2018: Khai trương Ga Migeum trên Tuyến Shinbundang.
- 16 tháng 6 năm 2018: Tuyến Seohae đã khai trương.
- 29 tháng 9 năm 2018: Ga Magongnaru trên Tuyến số 9 trở thành ga trung chuyển với AREX.[3]
- 1 tháng 12 năm 2018: Ga Liên hợp Thể thao ~ Ga Bệnh viện cựu chiến binh Trung ương Tuyến số 9 và điểm dừng tốc hành tại Ga Magongnaru khai trương.
- 31 tháng 12 năm 2018: Khai trương đoạn giữa Ga Wangsimni ~ Ga Cheongnyangni trên Tuyến Bundang.
- 28 tháng 9 năm 2019: Tuyến Gimpo Goldline được khai trương giữa Ga sân bay Quốc tế Gimpo và Ga Yangchon.[4]
- 21 tháng 12 năm 2019: Tàu điện ngầm Seoul tuyến số 6 từ Ga Bonghwasan ~ Ga Sinnae được khai trương.
- 28 tháng 3 năm 2020: Tuyến Gyeongui–Jungang mở cửa từ Ga Munsan ~ Ga Imjingang.
- 8 tháng 8 năm 2020: Tàu điện ngầm vùng thủ đô Seoul tuyến số 5 từ Ga Sangil-dong ~ Ga Hanam Pungsan được khai trương.
- 12 tháng 9 năm 2020: Tàu điện ngầm đô thị Seoul tuyến Suin từ Ga Oido ~ Ga Suwon được khai trương. Tuyến Suin-Bundang được hình thành bằng cách bắt đầu kết nối trực tiếp giữa Tuyến Bundang và Ga Suwon.
- 24 tháng 11 năm 2020: Đổi tên Ga Jije trên Tuyến Gyeongbu của Tàu điện ngầm vùng thủ đô Seoul tuyến số 1 thành Ga Pyeongtaek Jije và Ga Wongok Tuyến Seohae thành Ga Siu.
- 12 tháng 12 năm 2020: Ga công viên lễ hội ánh trăng Songdo của Tàu điện ngầm Incheon tuyến số 1 khai trương.
- 27 tháng 3 năm 2021: Tàu điện ngầm vùng thủ đô Seoul tuyến số 5 (Tuyến Hanam) từ Ga Hanam Pungsan ~ Ga Hanam Geomdansan và Ga Gangil được khai trương.
- 22 tháng 5 năm 2021: Tàu điện ngầm Seoul tuyến số 7 từ Ga Văn phòng Bupyeong-gu ~ Ga Seoknam được khai trương.
- 30 tháng 10 năm 2021: Khai trương Ga Tangjeong trên Tàu điện ngầm vùng thủ đô Seoul tuyến số 1 (Tuyến Janghang) khai trương sân ga tạm thời được dùng làm depot cho Tuyến đường sắt nhẹ Uijeongbu.
- 11 tháng 12 năm 2021: Đoạn giữa Ga Imjingang ~ Ga Dorasan trên Tuyến Gyeongui–Jungang mở cửa.
- 18 tháng 12 năm 2021: Mở Ga Namwirye trên Tàu điện ngầm Seoul tuyến 8.
- 19 tháng 3 năm 2022: Tàu điện ngầm vùng thủ đô Seoul tuyến số 4 từ Ga Danggogae ~ Ga Jinjeop được khai trương.
- 28 tháng 5 năm 2022: Giai đoạn đầu tiên của phần mở rộng phía bắc Tuyến Shinbundang, đoạn từ Ga Gangnam ~ Ga Sinsa khai trương và đoạn giữa Ga Saetgang ~ Ga Gwanaksan trên Tuyến Sillim khai trương.
- 17 tháng 12 năm 2022: Ga Uncheon trên Tuyến Gyeongui–Jungang khai trương.
- 1 tháng 7 năm 2023: Mở đoạn Ga Daegok ~ Ga Sosa trên Tuyến Seohae.
- 26 tháng 8 năm 2023: Tuyến Seohae của Tàu điện ngầm vùng thủ đô Seoul (giữa Ga Ilsan ~ Ga Daegok) khai trương.
- 21 tháng 11 năm 2023: Ga Hwajeon trên Tuyến Gyeongui–Jungang của Tàu điện ngầm vùng thủ đô Seoul được đổi tên thành Ga Đại học Hàng không Vũ trụ Hàn Quốc.
- 16 tháng 12 năm 2023: Tàu điện ngầm vùng thủ đô Seoul tuyến số 1 (Tuyến Gyeongwon) đoạn Ga Dongducheon ~ Ga Yeoncheon được mở bằng điện khí hóa đường đôi.
- 29 tháng 2 năm 2024: Ga Khu nghỉ dưỡng Ttukseom trên Tàu điện ngầm Seoul tuyến 7 đổi tên thành Ga Jayang.
- 30 tháng 3 năm 2024: Mở Ga Seongnam trên Tuyến Gyeonggang và GTX-A đoạn Ga Suseo ~ Ga Dongtan.
- 29 tháng 6 năm 2024: Ga Guseong trên GTX-A  khai trương.
- 10 tháng 8 năm 2024: Đoạn giữa Ga Amsa ~ Ga Byeollae trên Tuyến Byeollae của Tàu điện ngầm Seoul tuyến 8 dự kiến sẽ mở cửa.

## Tuyến
| Màu sắc                                   | Tên tuyến                                | Tên các tuyến thành phần                  | Ga bắt đầu                  | Ga kết thúc                         | Khoảng cách                                                 | Ga           | Người quản lý hoặc chủ sở hữu | Nhà điều hành                                                                           |
| ----------------------------------------- | ---------------------------------------- | ----------------------------------------- | --------------------------- | ----------------------------------- | ----------------------------------------------------------- | ------------ | ----------------------------- | --------------------------------------------------------------------------------------- |
|                                           | Tuyến 1                                  | Tuyến Gyeongwon                           | Hoegi                       | Yeoncheon                           | 218.9 km                                                    | 102          | Chính phủ Hàn Quốc            | Tổng công ty đường sắt Hàn Quốc                                                         |
| Tuyến Gyeongbu                            | Tuyến 1                                  | Ga Seoul                                  | Cheonan                     |                                     | 218.9 km                                                    | 102          | Chính phủ Hàn Quốc            | Tổng công ty đường sắt Hàn Quốc                                                         |
| Tuyến Gyeongin                            | Tuyến 1                                  | Guro                                      | Incheon                     |                                     | 218.9 km                                                    | 102          | Chính phủ Hàn Quốc            | Tổng công ty đường sắt Hàn Quốc                                                         |
| Tuyến cao tốc Gyeongbu                    | Tuyến 1                                  | Văn phòng Geumcheon-gu                    | Gwangmyeong                 |                                     | 218.9 km                                                    | 102          | Chính phủ Hàn Quốc            | Tổng công ty đường sắt Hàn Quốc                                                         |
| Tuyến Depot Byeongjeom                    | Tuyến 1                                  | Byeongjeom                                | Seodongtan                  |                                     | 218.9 km                                                    | 102          | Chính phủ Hàn Quốc            | Tổng công ty đường sắt Hàn Quốc                                                         |
| Tuyến Janghang                            | Tuyến 1                                  | Cheonan                                   | Sinchang                    |                                     | 218.9 km                                                    | 102          | Chính phủ Hàn Quốc            | Tổng công ty đường sắt Hàn Quốc                                                         |
| Tàu điện ngầm Seoul tuyến 1               | Tuyến 1                                  | Ga Seoul                                  | Cheongnyangni               | Seoul                               | 218.9 km                                                    | 102          | Tổng công ty Vận tải Seoul    |                                                                                         |
|                                           | Tuyến 2                                  | Tuyến chính                               | Toà thị chính               | Seoul                               | Toà thị chính                                               | 60.2 km      | Tổng công ty Vận tải Seoul    | 51                                                                                      |
| Tuyến nhánh Seongsu                       | Tuyến 2                                  | Seongsu                                   | Sinseol-dong                | Seoul                               |                                                             | 60.2 km      | Tổng công ty Vận tải Seoul    | 51                                                                                      |
| Tuyến nhánh Sinjeong                      | Tuyến 2                                  | Sindorim                                  | Kkachisan                   | Seoul                               |                                                             | 60.2 km      | Tổng công ty Vận tải Seoul    | 51                                                                                      |
|                                           | Tuyến 3                                  | Tàu điện ngầm Seoul tuyến 3               | Jichuk                      | Seoul                               | Ogeum                                                       | 57.4 km      | Tổng công ty Vận tải Seoul    | 44                                                                                      |
| Tuyến Ilsan                               | Tuyến 3                                  | Jichuk                                    | Daehwa                      | Chính phủ Hàn Quốc                  | Tổng công ty đường sắt Hàn Quốc                             | 57.4 km      |                               | 44                                                                                      |
|                                           | Tuyến 4                                  | Tuyến Gwacheon                            | Geumjeong                   | Chính phủ Hàn Quốc                  | Tổng công ty đường sắt Hàn Quốc                             | Namtaeryeong | 85.7 km                       | 51                                                                                      |
| Tuyến Ansan                               | Tuyến 4                                  | Geumjeong                                 | Oido                        | Chính phủ Hàn Quốc                  | Tổng công ty đường sắt Hàn Quốc                             |              | 85.7 km                       | 51                                                                                      |
| Tuyến Jinjeop                             | Tuyến 4                                  | Dangogae                                  | Jinjeop                     | Seoul                               | Tổng công ty thành phố Namyangju Tổng công ty Vận tải Seoul |              | 85.7 km                       | 51                                                                                      |
| Tàu điện ngầm Seoul tuyến 4               | Tuyến 4                                  | Dangogae                                  | Namtaeryeong                | Seoul                               | Tổng công ty Vận tải Seoul                                  |              | 85.7 km                       | 51                                                                                      |
|                                           | Tuyến 5                                  | Tàu điện ngầm Seoul tuyến 5 (Tuyến chính) | Banghwa                     | Sangil-dong                         | Tổng công ty Vận tải Seoul                                  | 60.0 km      | 56                            | Seoul                                                                                   |
| Tàu điện ngầm Seoul tuyến 5 (Tuyến nhánh) | Tuyến 5                                  | Gangdong                                  | Macheon                     |                                     | Tổng công ty Vận tải Seoul                                  | 60.0 km      | 56                            | Seoul                                                                                   |
| Tuyến Hanam                               | Tuyến 5                                  | Sangil-dong                               | Hanam Geomdansan            | Hanam-si                            | Tổng công ty Vận tải Seoul                                  | 60.0 km      | 56                            |                                                                                         |
|                                           | Tuyến 6                                  | Tuyến 6                                   | Eungam                      | Sinnae                              | Tổng công ty Vận tải Seoul                                  | 36.4 km      | 39                            | Seoul                                                                                   |
|                                           | Tuyến 7                                  | Tuyến 7                                   | Jangam                      | Seongnam                            | 61.3 km                                                     | 53           | Seoul Bucheon-si Incheon      | Tổng công ty Vận tải Seoul Tổng công ty Vận tải Incheon                                 |
|                                           | Tuyến 8                                  | Tuyến 8                                   | Byeollae                    | Moran                               | 30.2 km                                                     | 24           | Seoul Guri-si Namyangju-si    | Tổng công ty Vận tải Seoul Tổng công ty thành phố Guri Tổng công ty thành phố Namyangju |
|                                           | Tuyến 9                                  | Tuyến 9                                   | Gaehwa                      | Bệnh viện cựu chiến binh Trung ương | 40.6 km                                                     | 38           | Seoul                         | Tàu điện ngầm Seoul tuyến 9 Tổng công ty Vận tải Seoul                                  |
|                                           | Tuyến Ui-Sinseol                         | Tuyến Ui-Sinseol                          | Bukhansan Ui                | Sinseol-dong                        | 11.4 km                                                     | 13           | Seoul                         | UiTrans LRT                                                                             |
|                                           | Tuyến Sillim                             | Tuyến Sillim                              | Saetgang                    | Gwanaksan                           | 7.5 km                                                      | 11           | Seoul                         | South Seoul LRT                                                                         |
|                                           | Đường sắt sân bay Quốc tế Incheon        | Đường sắt sân bay Quốc tế Incheon         | Seoul                       | Nhà ga 2 sân bay Quốc tế Incheon    | 63.8 km                                                     | 14           | Chính phủ Hàn Quốc            | Đường sắt sân bay                                                                       |
|                                           | Tuyến Gyeongui–Jungang                   | Tuyến Gyeongui                            | Seoul                       | Munsan, Imjingang, Dorasan          | 137.8 km                                                    | 58           | Chính phủ Hàn Quốc            | Tổng công ty đường sắt Hàn Quốc                                                         |
| Tuyến Yongsan                             | Tuyến Gyeongui–Jungang                   | Yongsan                                   | Gajwa                       |                                     | 137.8 km                                                    | 58           | Chính phủ Hàn Quốc            | Tổng công ty đường sắt Hàn Quốc                                                         |
| Tuyến Gyeongwon                           | Tuyến Gyeongui–Jungang                   | Yongsan                                   | Hoegi                       |                                     | 137.8 km                                                    | 58           | Chính phủ Hàn Quốc            | Tổng công ty đường sắt Hàn Quốc                                                         |
| Tuyến Jungang                             | Tuyến Gyeongui–Jungang                   | Cheongnyangni                             | Yongmun, Jipyeong           |                                     | 137.8 km                                                    | 58           | Chính phủ Hàn Quốc            | Tổng công ty đường sắt Hàn Quốc                                                         |
|                                           | Tuyến Gyeongchun                         | Tuyến Jungang                             | Cheongnyangni, Sangbong     | Mangu                               | 90.2 km                                                     | 24           | Chính phủ Hàn Quốc            | Tổng công ty đường sắt Hàn Quốc                                                         |
| Tuyến Gyeongwon                           | Tuyến Gyeongchun                         | Cheongnyangni                             | Hoegi                       |                                     | 90.2 km                                                     | 24           | Chính phủ Hàn Quốc            | Tổng công ty đường sắt Hàn Quốc                                                         |
| Tuyến Mangu                               | Tuyến Gyeongchun                         | Mangu                                     | Sangbong, Đại học Kwangwoon |                                     | 90.2 km                                                     | 24           | Chính phủ Hàn Quốc            | Tổng công ty đường sắt Hàn Quốc                                                         |
| Tuyến Gyeongchun                          | Tuyến Gyeongchun                         | Mangu                                     | Chuncheon                   |                                     | 90.2 km                                                     | 24           | Chính phủ Hàn Quốc            | Tổng công ty đường sắt Hàn Quốc                                                         |
|                                           | Tuyến Gyeonggang                         | Tuyến Gyeonggang                          | Pangyo                      | Yeoju                               | 56.0 km                                                     | 12           | Chính phủ Hàn Quốc            | Tổng công ty đường sắt Hàn Quốc                                                         |
|                                           | Tuyến Suin–Bundang                       | Tuyến Bundang                             | Cheongyangni, Wangsimni     | Suwon                               | 106.9 km                                                    | 64           | Chính phủ Hàn Quốc            | Tổng công ty đường sắt Hàn Quốc                                                         |
| Tuyến Suin                                | Tuyến Suin–Bundang                       | Suwon                                     | Incheon                     |                                     | 106.9 km                                                    | 64           | Chính phủ Hàn Quốc            | Tổng công ty đường sắt Hàn Quốc                                                         |
|                                           | Tuyến Shinbundang                        | Tuyến Shinbundang                         | Sinsa                       | Gwanggyo                            | 33.7 km                                                     | 16           | Chính phủ Hàn Quốc            | Shinbundang Railroad Gyeonggi Railroad New Seoul Railroad NeoTrans                      |
|                                           | Tuyến Seohae                             | Tuyến Seohae                              | Ilsan                       | Wonsi                               | 47.2 km                                                     | 21           | Chính phủ Hàn Quốc            | Tổng công ty đường sắt Hàn Quốc Seohae Railway                                          |
|                                           | Incheon Tuyến 1                          | Incheon Tuyến 1                           | Gyeyang                     | Công viên lễ hội ánh trăng Songdo   | 30.3 km                                                     | 30           | Incheon                       | Tổng công ty Vận tải Incheon                                                            |
|                                           | Incheon Tuyến 2                          | Incheon Tuyến 2                           | Geomdan Oryu                | Unyeon                              | 29.1 km                                                     | 27           | Incheon                       | Tổng công ty Vận tải Incheon                                                            |
|                                           | Đường sắt nhẹ Uijeongbu                  | Đường sắt nhẹ Uijeongbu                   | Balgok                      | Tapseok                             | 11.4 km                                                     | 16           | Uijeongbu-si                  | Uijeongbu Light Rail Transit                                                            |
|                                           | Đường sắt nhẹ Yongin (Yongin EverLine)   | Đường sắt nhẹ Yongin (Yongin EverLine)    | Giheung                     | Jeondae – Everland                  | 18.1 km                                                     | 15           | Yongin-si                     | Yongin Everline NeoTrans                                                                |
|                                           | Đường sắt đô thị Gimpo (Gimpo GoldLine)  | Đường sắt đô thị Gimpo (Gimpo GoldLine)   | Yangchon                    | Sân bay Quốc tế Gimpo               | 23.7 km                                                     | 10           | Gimpo-si                      | GIMPO Goldline                                                                          |
|                                           | Đường sắt cao tốc khu vực đô thị tuyến A | Đường sắt cao tốc khu vực đô thị tuyến A  | Suseo                       | Dongtan                             | 32.8 km                                                     | 4            | Chính phủ Hàn Quốc            | SG Rail Great Train eXpress A-Line Opreation                                            |
| Unjeongjungang                            | Đường sắt cao tốc khu vực đô thị tuyến A | Đường sắt cao tốc khu vực đô thị tuyến A  | Seoul                       | 33.0 km                             | 5                                                           |              | Chính phủ Hàn Quốc            | SG Rail Great Train eXpress A-Line Opreation                                            |
| Tổng cộng                                 | Tổng cộng                                | Tổng cộng                                 | Tổng cộng                   | Tổng cộng                           | 1,355.0 km                                                  | 798          |                               |                                                                                         |

## Tuyến đang xây dựng
| Màu sắc | Tên tuyến               | Ga bắt đầu                          | Ga kết thúc                           | Khoảng cách | Ga | Dự kiến hoàn thành |
| ------- | ----------------------- | ----------------------------------- | ------------------------------------- | ----------- | -- | ------------------ |
|         | Incheon Tuyến 1         | Công viên Hồ Geomdan                | Gyeyang                               | 6.8 km      | 3  | Tháng 5 năm 2025   |
|         | Tuyến Wirye             | Macheon                             | Bokjeong Namwirye                     | 5.44 km     | 14 | Tháng 9 năm 2025   |
|         | Tuyến Dongbuk           | Wangsimni                           | Sanggye                               | 13.3 km     | 16 | Tháng 7 năm 2026   |
|         | Tuyến Seohae            | Wonsi                               | Seohwaseong                           | 6.1 km      | 1  | Năm 2026           |
|         | Tuyến Sinansan          | Yeouido                             | Cơ sở ERICA của Đại học Hanyang Wonsi | 49.3 km     | 22 | Năm 2026           |
|         | GTX-A                   | Ga Seoul                            | Suseo                                 | 15.3 km     | 0  | Tháng 12 năm 2026  |
|         | Tuyến 7                 | Dobongsan                           | Goeup                                 | 14.6 km     | 2  | Năm 2027           |
|         | Tuyến 7                 | Seongnam                            | Thành phố Quốc tế Cheongna            | 10.6 km     | 7  | Tháng 12 năm 2027  |
|         | Tuyến 9                 | Bệnh viện cựu chiến binh Trung ương | Công viên Samteo                      | 3.8 km      | 4  | Năm 2028           |
|         | GTX-C                   | Deokjeong                           | Suwon Sangnoksu                       | 85.9 km     | 14 | Năm 2028           |
|         | Tuyến Dongtan–Indeogwon | Indeogwon                           | Dongtan Seodongtan                    | 37.1 km     | 18 | Tháng 12 năm 2028  |
|         | Tuyến Shinbundang       | GwanggyoJungang                     | Homaesil                              | 9.7 km      | 4  | Năm 2029           |
|         | Tuyến Gyeonggang        | Yeonsu                              | Pangyo                                | 40.3 km     | 16 | Tháng 12 năm 2029  |
|         | GTX-B                   | Đại học Quốc gia Incheon            | Maseok                                | 80.3 km     | 13 | Năm 2030           |

## Các tuyến đã được phê duyệt để xây dựng
| Màu sắc                            | Tên tuyến                          | Ga bắt đầu        | Ga kết thúc         | Khoảng cách | Ga       | Dự kiến hoàn thành |
| ---------------------------------- | ---------------------------------- | ----------------- | ------------------- | ----------- | -------- | ------------------ |
|                                    | Tuyến Sinansan                     | Wonsi             | Hyangnam            | —           | 4        | Năm 2027           |
|                                    | Tuyến 7                            | Pocheon           | Goeup               | 19.3km      | 4        | Năm 2029           |
|                                    | Tuyến Ui-Sinseol                   | Công viên Solbat  | Banghak             | 3.5km       | 4        | Năm 2030           |
|                                    | Tuyến 3                            | Ogeum             | Tòa thị chính Hanam | 10.0km      | 5        | Năm 2030           |
|                                    | Tuyến 9                            | Công viên Samteo  | Pungyang            | 17.4 km     | 8        | Năm 2030           |
|                                    | Tuyến Shinbundang                  | Yongsan           | Sinsa               | 5.3 km      | 3        | Năm 2032           |
|                                    | Tuyến Sillim Tuyến nhánh Nangok    | Công viên Boramae | Nanhyang            | 4.13 km     | 6        | —                  |
|                                    | Tuyến Daejang-Hongdae (대장홍대선) | Daejang           | Đại học Hongik      | 18.4 km     | 13       | Năm 2031           |
| Tuyến Wirye–Sinsa                  | Wirye Jungang                      | Sinsa             | 14.8 km             | 11          | Năm 2028 |                    |
| Tuyến Seobu (서부선)               | Toà thị chính Goyang               | Gwanaksan         | 32.5 km             | 25          | Năm 2031 |                    |
| Tuyến Mok-dong (목동선)            | Sinwol                             | Dangsan           | 10.9 km             | 12          | Năm 2030 |                    |
| Tuyến Myeonmok (면목선)            | Cheongnyangni                      | Sinnae            | 9.0 km              | 12          | —        |                    |
| Tuyến Gangbukhoengdan (강북횡단선) | Cheongnyangni                      | Mok-dong          | 25.7 km             | 20          | —        |                    |

## Đường sắt cao tốc khu vực đô thị
| Màu sắc | Tên tuyến | Ga bắt dầu                              | Ga kết thúc        | Khoảng cách | Ga             | Dự kiến hoàn thành |
| ------- | --------- | --------------------------------------- | ------------------ | ----------- | -------------- | ------------------ |
|         | GTX-B     | Đại học Quốc gia Incheon                | Maseok             | 80.1 km     | 13             | Năm 2030           |
|         | GTX-C     | Deokjeong                               | Suwon Sangnoksu    | 85.9 km     | 14             | Năm 2028           |
|         | GTX-D     | Janggi Nhà ga 2 sân bay Quốc tế Incheon | Paldang Yeoju      | 21.1 km+n   | 5 → ít nhất 28 | —                  |
|         | GTX-E     | Nhà ga 2 sân bay Quốc tế Incheon        | Deokso             | —           | Ít nhất 11     | —                  |
|         | GTX-F     | —                                       | —                  | —           | Ít nhất 22     | —                  |
|         | GTX-G     | Songu                                   | Sungui             | —           | Ít nhất 11     | —                  |
|         | GTX-H     | Munsan                                  | Quảng trường Wirye | —           | Ít nhất 8      | —                  |

## Giá vé và xuất vé

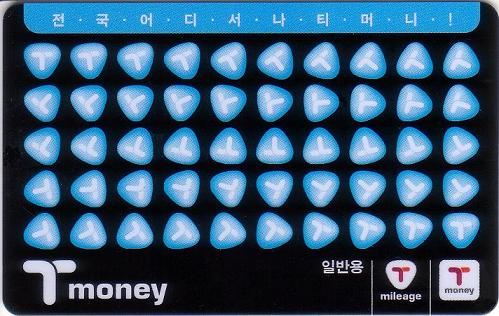
Thẻ T-money

|                  | Thẻ giao thông | Thẻ giao thông dùng 1 lần |
| ---------------- | -------------- | ------------------------- |
| Chung            | 1,400 won      | 1,500 won                 |
| Thanh thiếu niên | 800 won        | 1,500 won                 |
| Trẻ em           | 500 won        | 500 won                   |

| Chung            | - Trong phạm vi 10~50 km: cộng thêm 100 won cho mỗi 5 km - Trên 50 km: cộng thêm 100 won cho mỗi 8 km - Khi sử dụng liên tục trong hoặc ngoài khu vực đô thị, giá vé trong khu vực đô thị sẽ được áp dụng trước, sau đó áp dụng cho các chặng ngoài khu vực đô thị (Pyeongtaek ~ Sinchang, Gapyeong ~ Chuncheon), cứ 4 km sẽ được cộng thêm 100 won. |
| Thanh thiếu niên | Giảm giá 20% trên giá vé bổ sung thông thường |
| Trẻ em           | Giảm 50% giá vé bổ sung thông thường |

Hệ thống tàu điện ngầm thủ đô Seoul hoạt động trên một hệ thống giá vé giao thông thống nhất, có nghĩa là tàu điện ngầm và xe buýt ở Seoul, Incheon và Gyeonggi-do được coi là một hệ thống khi xét về giá vé. Ví dụ, một người đi tàu điện ngầm có thể chuyển sang bất kỳ tuyến nào khác miễn phí (ngoại trừ Tuyến Shinbundang, EverLine và Tuyến U, sẽ tính thêm phí cố định, lên tới 900, 200 và 300 won tương ứng). Người ta cũng có thể chuyển sang bất kỳ xe buýt thành phố nào miễn phí, bất kể đó là từ Seoul, Incheon, Gyeonggi-do hay Chungcheongnam-do.
Trong trường hợp của Tuyến Shinbundang, phí khác nhau tùy thuộc vào đoạn được sử dụng. Đoạn Sinsa ~ Gangnam luôn tính phí 500 won, trong khi đoạn Gangnam ~ Jeongja hoặc Jeongja ~ Gwanggyo tính phí 1000 won khi sử dụng một mình và 1400 tổng cộng khi sử dụng kết hợp với khu vực khác. Tổng cộng, phí bổ sung tối đa mà một người có thể phải trả là 1900 won, có thể đạt được bằng cách sử dụng cả ba phần.
Thanh toán tiền vé ở Seoul chủ yếu được xử lý bởi T-money và Cash Bee, cũng có thể được sử dụng trên xe buýt, cửa hàng tiện lợi và nhiều địa điểm bán lẻ phổ biến khác. Người đi phải chạm vào điện thoại, thẻ hoặc thẻ tàu điện ngầm khác và thiết bị được kích hoạt tại cửa vào. Các phương thức thanh toán phổ biến là sử dụng điện thoại thông minh Android có hỗ trợ NFC (nạp tiền hoặc thanh toán vào thẻ tín dụng / thẻ ghi nợ của chủ sở hữu thông qua ứng dụng T-money) hoặc thẻ tín dụng hoặc séc (ghi nợ) có tích hợp công nghệ RFID do ngân hàng hoặc thẻ phát hành Công ty.
Loại vé sử dụng một lần hiện nay là loại thẻ nhựa có kích thước bằng thẻ tín dụng với công nghệ RFID, có thể lấy từ các máy tự động ở mọi ga tàu điện ngầm. Phí đặt cọc 500 won đã được bao gồm trong giá và được hoàn lại khi vé được trả lại ở bất kỳ nhà ga nào. Thẻ sử dụng nhiều lần được bán trong các cửa hàng tiện lợi và chức năng được bao gồm trong nhiều thẻ tín dụng / thẻ ghi nợ.
Giá vé (ngoại trừ vé sử dụng một lần) hiện là 1.250 won cho một chuyến đi lên đến 10 km, với 100 won được cộng thêm cho mỗi 5 km tiếp theo. Sau khi đã vượt qua 50 km, 100 won sẽ được cộng sau mỗi 8 km. Người dùng vé sử dụng một lần phải trả tiền đặt cọc RFID 500 won cộng với phụ phí 100 won cho giá vé.
Vé trẻ em nửa giá có sẵn. Chính quyền thành phố cũng sử dụng Seoul Citypass làm thẻ giao thông. Người cao tuổi và người khuyết tật đủ điều kiện để được quá cảnh miễn phí và có thể nhận vé miễn phí hoặc ra vào bằng cổng phụ chứ không phải cửa quay.
Du khách quốc tế cũng có thể sử dụng thẻ Metropolitan Pass (MPASS), thẻ này cung cấp tối đa 20 chuyến đi mỗi ngày trong thời gian trả trước từ 1 ngày đến 7 ngày. Tùy thuộc vào nơi bạn mua thẻ, dịch vụ được giới hạn trong khu vực đô thị Seoul hoặc Đảo Jeju và không hoạt động trong taxi hoặc cửa hàng tiện lợi.

## Công trình hiện tại

### Mở cửa năm 2023
- Tuyến 1 sẽ được mở rộng về phía bắc từ ga Soyosan đến ga Yeoncheon trước cuối năm 2023. Cùng với phần mở rộng này, tuyến hiện có giữa ga Dongducheon và ga Soyosan sẽ được nâng cấp và xây dựng đường đôi.[12]

### Mở cửa năm 2024
- Tàu điện ngầm Incheon tuyến 1 sẽ được kéo dài thêm 6,8 km về phía bắc vào tháng 12 năm 2024, từ ga Gyeyang đến ga Geomdan, với 3 ga mới. Ga Geomdan sau này dự kiến sẽ trở thành một ga trung chuyển với Gimpo Goldline và Tàu điện ngầm Incheon 2, với những phần mở rộng đang được lên kế hoạch.
- Tuyến Wirye, một tuyến tàu điện ngầm hạng nhẹ khác ở đông nam Seoul, sẽ mở vào năm 2024 giữa ga Macheon trên Tuyến số 5 và chia thành hai nhánh: một tại ga Bokjeong trên Tuyến 8 và tuyến Bundang, và một tại ga Unam, một ga được lên kế hoạch trên Tuyến 8, với 12 nhà ga được lên kế hoạch.[13] Tuyến Wirye sẽ là một tuyến đường xe điện.
- Tuyến số 8 sẽ được kéo dài về phía bắc từ ga Amsa đến ga Byeollae trên Tuyến Gyeongchun vào tháng 9 năm 2023, với việc chuyển sang Tuyến Gyeongui-Jungang tại ga Guri.[14]
- GTX A sẽ mở giữa ga Dongtan và ga Suseo, và giữa ga Seoul và ga Unjeong. Giai đoạn đầu tiên của Tuyến GTX A cuối cùng sẽ bao gồm 11 ga trên 83,3 km, sau khi đoạn giữa ga Seoul và ga Suseo được kết nối vào năm 2025 và một phần của GTX A tại ga Samseong được khai trương vào năm 2028.

### Mở cửa từ năm 2025 trở đi
- Tuyến Dongbuk, một đường xe điện ngầm ở đông bắc Seoul, dự kiến sẽ mở vào năm 2025 với 14 ga giữa Ga Wangsimni và ga Eunhaeng Sageori.[15]
- Tuyến Gyeonggang sẽ được kéo dài về phía tây, từ ga Pangyo đến ga Wolgot vào năm 2026. Phần mở rộng sẽ dài 49,6 km và một phần chia sẻ các tuyến với Tuyến Sinansan. Sẽ có 11 nhà ga bổ sung cho tuyến, bao gồm các trạm trung chuyển có sẵn tại Ga Wolgot (Tuyến Suin-Bundang), Ga Tòa thị chính Siheung (Tuyến Seohae, Tuyến Sinansan), Ga Gwangmyeong (Tuyến 1, Tuyến Sinansan), Ga Anyang (Tuyến 1), Ga Indeogwon (Tuyến 4, Tuyến Dongtan–Indeogwon). Sau đó, tuyến có thể được mở rộng hơn nữa về phía tây về phía trung tâm thành phố Incheon bằng các đường ray của Tuyến Suin-Bundang.
- Tuyến Sinansan sẽ mở cửa vào năm 2025. Tuyến sẽ bắt đầu tại ga Yeouido và chia thành hai nhánh: một đến ga cơ sở ERICA của Đại học Hanyang, và một đến ga Songsan trên Tuyến Seohae. Nhánh thứ hai sẽ chia sẻ một phần các tuyến với Tuyến Seohae và Tuyến Gyeonggang.
- Tuyến số 7 sẽ được kéo dài 3 ga về phía bắc đến ga Okjeong ở Yangju, với sự trung chuyển với ga Tapseok trên Tuyến U vào năm 2025.[16] Nó cũng được lên kế hoạch kéo dài từ ga Seongnam đến ga thành phố Quốc tế Cheongna vào năm 2027, với một chuyến trung chuyển với AREX.[17]
- Tuyến số 9 sẽ được kéo dài 4 ga về phía đông từ ga Bệnh viện cựu chiến binh Trung ương đến ga Saemteo Park, với sự trung chuyển với ga Godeok trên Tuyến số 5 vào năm 2028.
- Ga Hagik, nằm giữa ga Songdo và ga Đại học Inha trên Tuyến Suin – Bundang, sẽ mở cửa như một ga tiếp nhận sau khi hoàn thành việc tái phát triển khu vực xung quanh. Khu vực này sẽ có các cơ sở văn hóa, thương mại và y tế cùng với các khu dân cư mới.[18]

## Kế hoạch xây dựng
Có một số công trình chính, một trong hai vẫn còn trong giai đoạn lập kế hoạch hoặc đang chờ đợi để bắt đầu xây dựng.
- Incheon tuyến 3 lên kế hoạch một đường tàu điện ngầm hình bán nguyệt của Incheon. Nó sẽ kết nối Tàu điện ngầm Seoul tuyến 1 tại Ga Dowon và Ga Dongmak tại Tàu điện ngầm Incheon tuyến 1, cũng như trong tương lai là Tàu điện ngầm Incheon tuyến 2.[21]
- Tuyến Myeonmok LRT (면목선 경전철) là kế hoạch 12 ga, dài 9.05 km từ Ga Cheongnyangni cho tương lại Ga Sinnae. Khách hàng sẽ có thể chuyển sang Tàu điện ngầm Seoul tuyến 1, 6, 7, và Tuyến Gyeongchun. Chi phí ước tính 855.9 tỉ Won.[22][23][24]
- Tuyến Gangbukhoengdan, một tuyến mới chạy theo vòng cung phía bắc Seoul giữa ga Cheongnyangni và ga Mok-dong với 19 ga được lên kế hoạch. Tuyến sẽ cung cấp dịch vụ chuyển tuyến đến các tuyến 1, 3, 4, 5, 6, 9, AREX, Gyeongui – Jungang, Gyeongchun, Bundang và tuyến Ui.[25]
- Ui LRT sẽ mở một tuyến nhánh từ ga công viên Solbat đến ga Banghak trên tuyến số 1, phần mở rộng sẽ mở với 3 ga.[26]
- Nangok Line là một nhánh của tuyến tàu điện ngầm hạng nhẹ Sillim Line ở khu vực phía tây nam của Seoul chạy giữa Nangok-dong và Boramae Park với 5 ga được quy hoạch.
- Tuyến Mok-dong là một tuyến tàu điện ngầm hạng nhẹ ở Tây Nam Seoul chạy giữa Sinwol-dong và ga Dangsan trên tuyến số 2, với 12 ga được lên kế hoạch.[27]
- Tuyến số 4 sẽ bắt đầu chạy các dịch vụ tốc hành giữa ga Danggogae và ga Namtaeryeong.[19]
- Tuyến số 5 sẽ bắt đầu chạy dịch vụ đưa đón kết nối ga Gubeundari trên tuyến chính và ga Dunchon-dong trên nhánh Macheon.[19]
- Tuyến Sillim sẽ được kết nối với Tuyến Seobu với đường ray giữa ga Đại học Quốc gia Seoul (Tuyến số 2) và ga Seoul National University Venture Town (Tuyến Sillim).[19]

## Hình ảnh

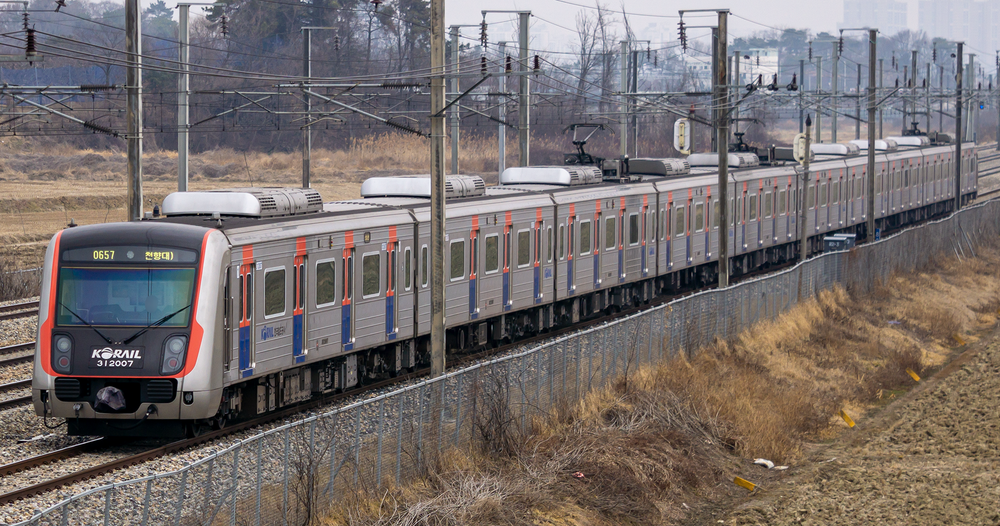
Tuyến 1 (Tổng công ty Đường sắt Hàn Quốc)
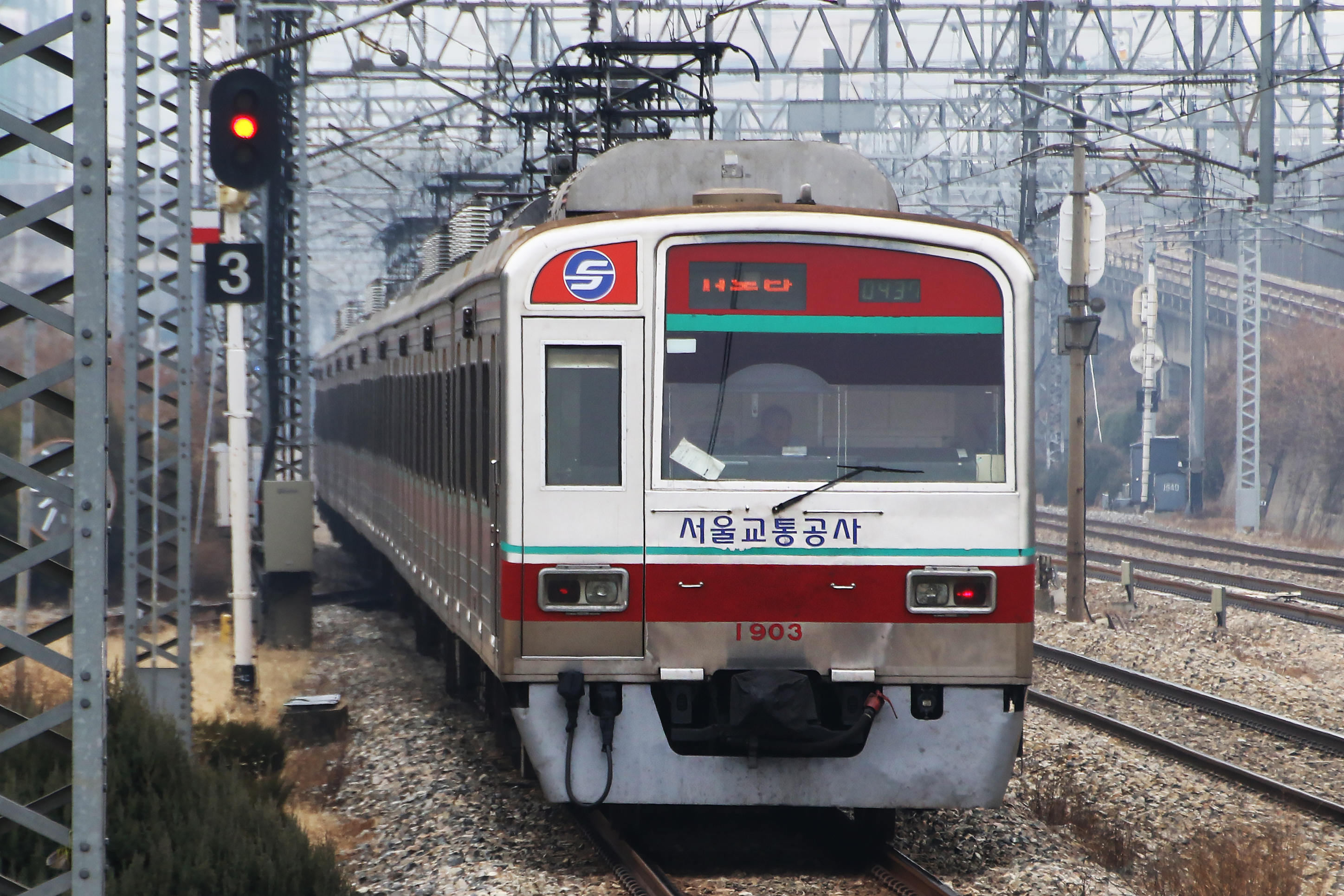
Tuyến 1 (Tổng công ty Vận tải Seoul)
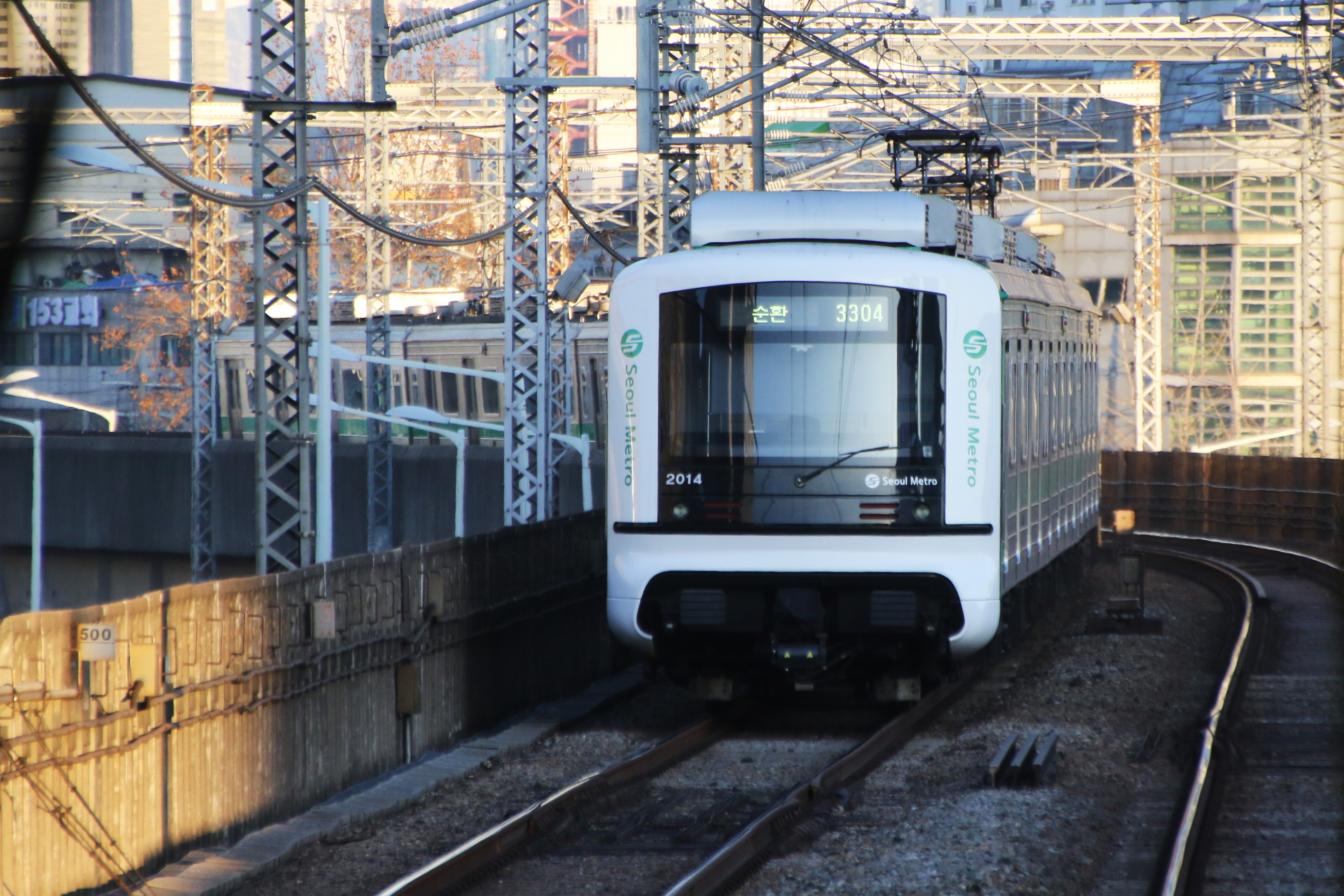
Tuyến 2 (Tổng công ty Vận tải Seoul)
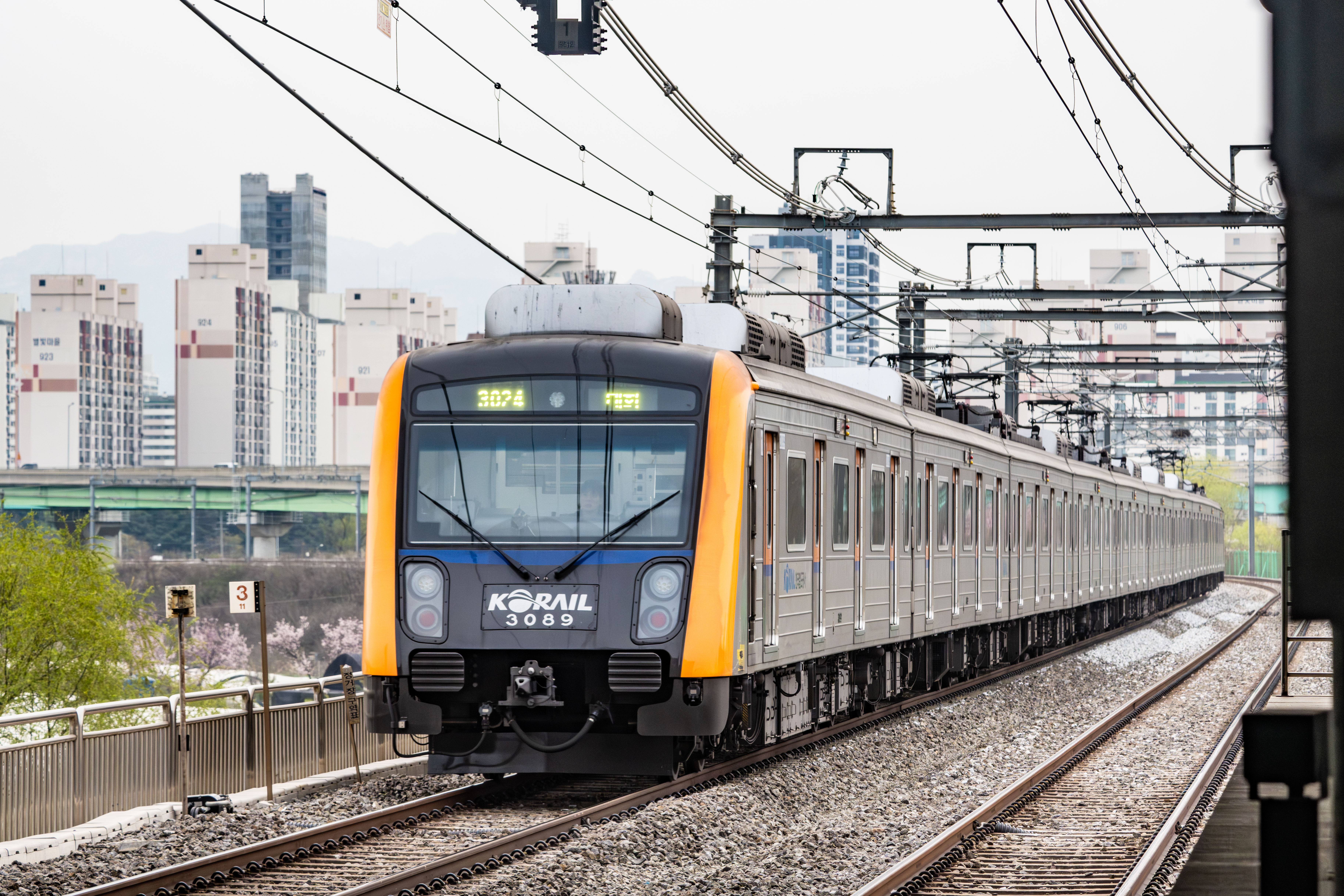
Tuyến 3 (Tổng công ty Đường sắt Hàn Quốc)
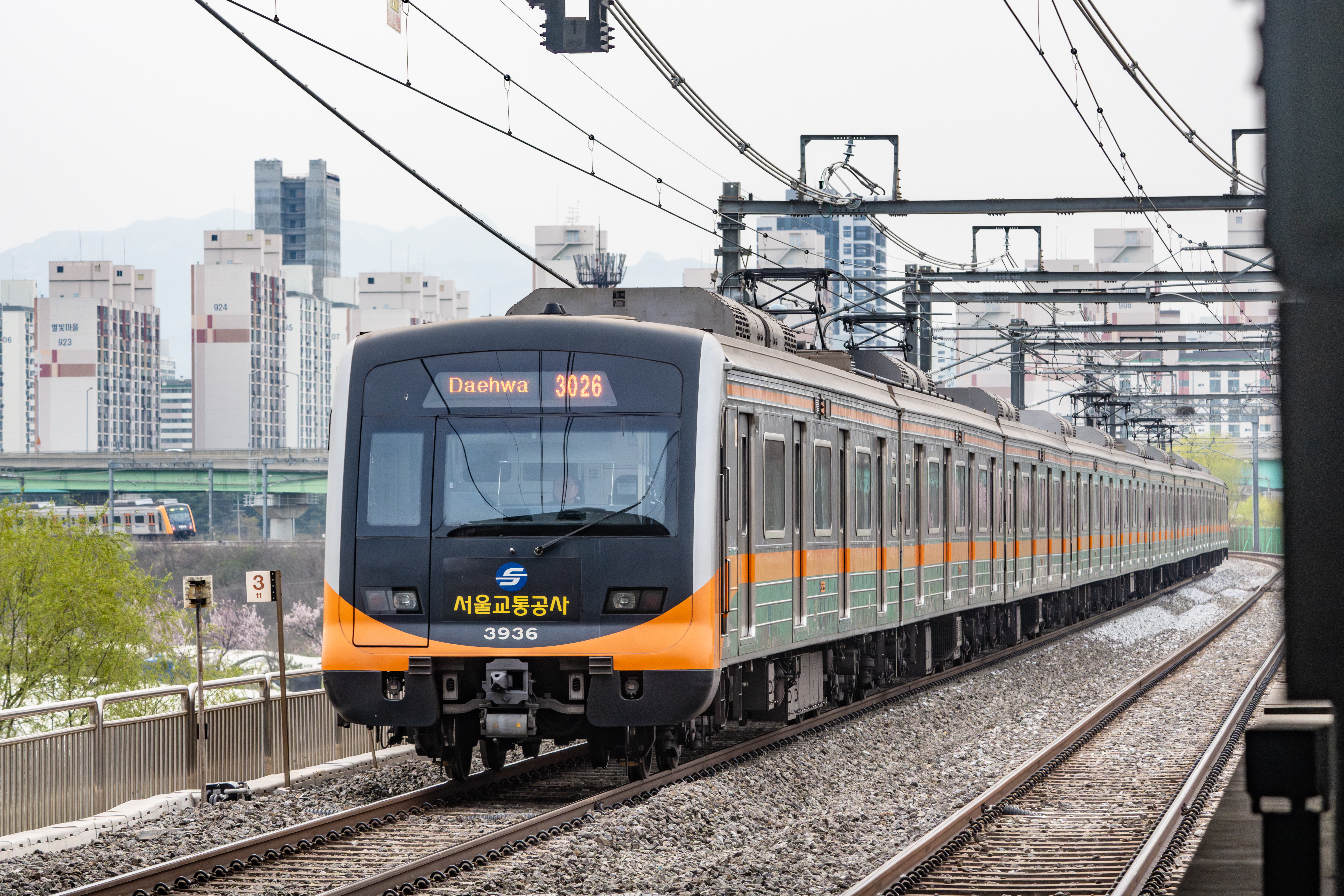
Tuyến 3 (Tổng công ty Vận tải Seoul)
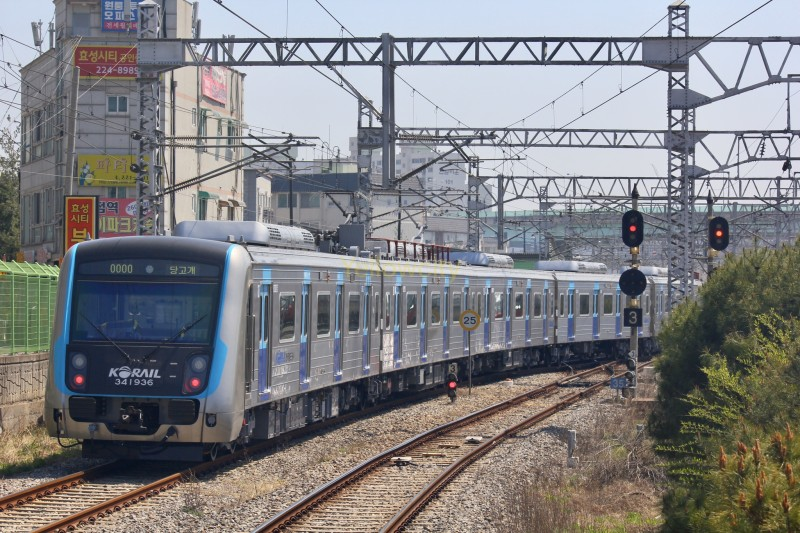
Tuyến 4 (Tổng công ty Đường sắt Hàn Quốc)
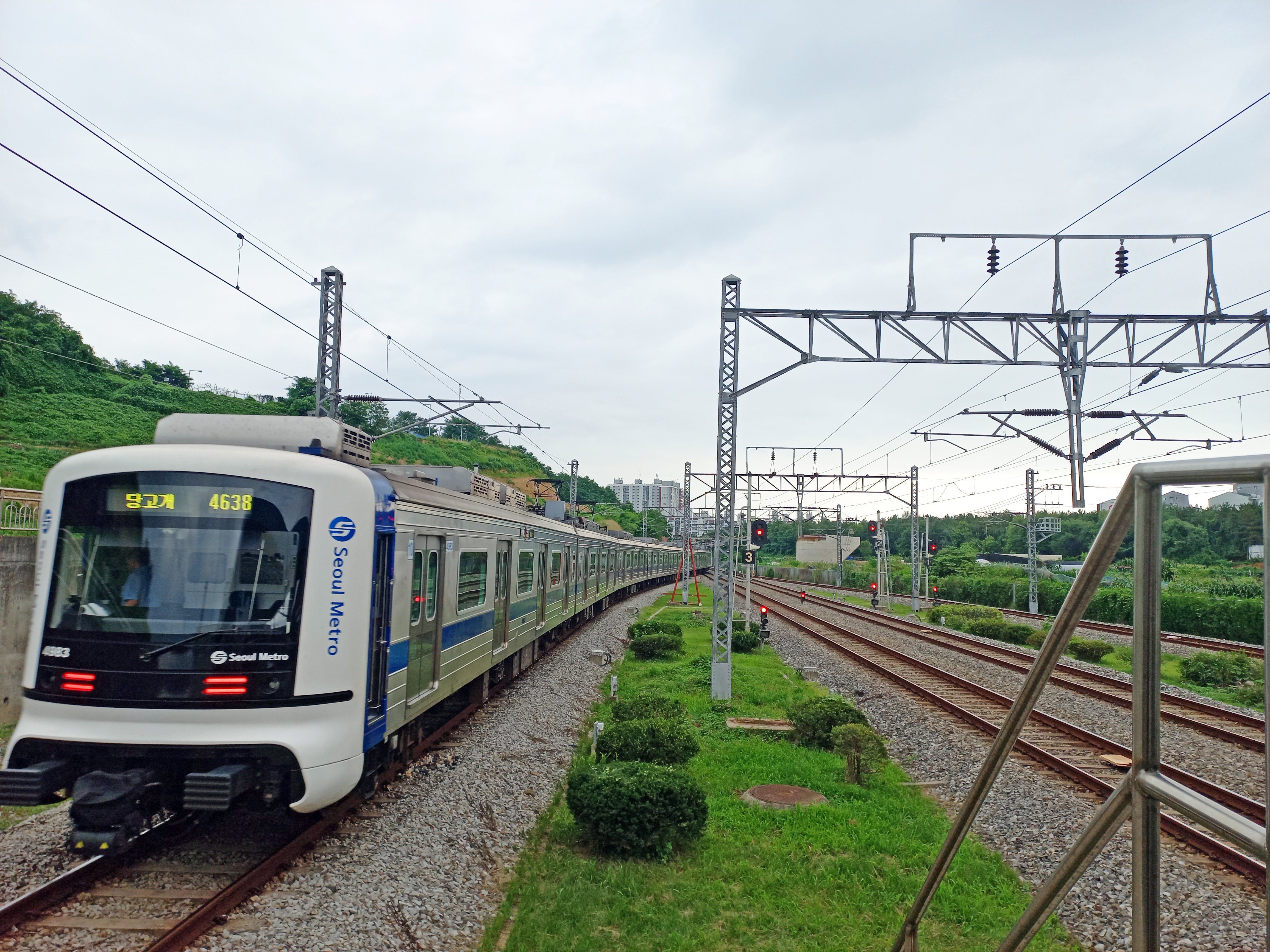
Tuyến 4 (Tổng công ty Vận tải Seoul)
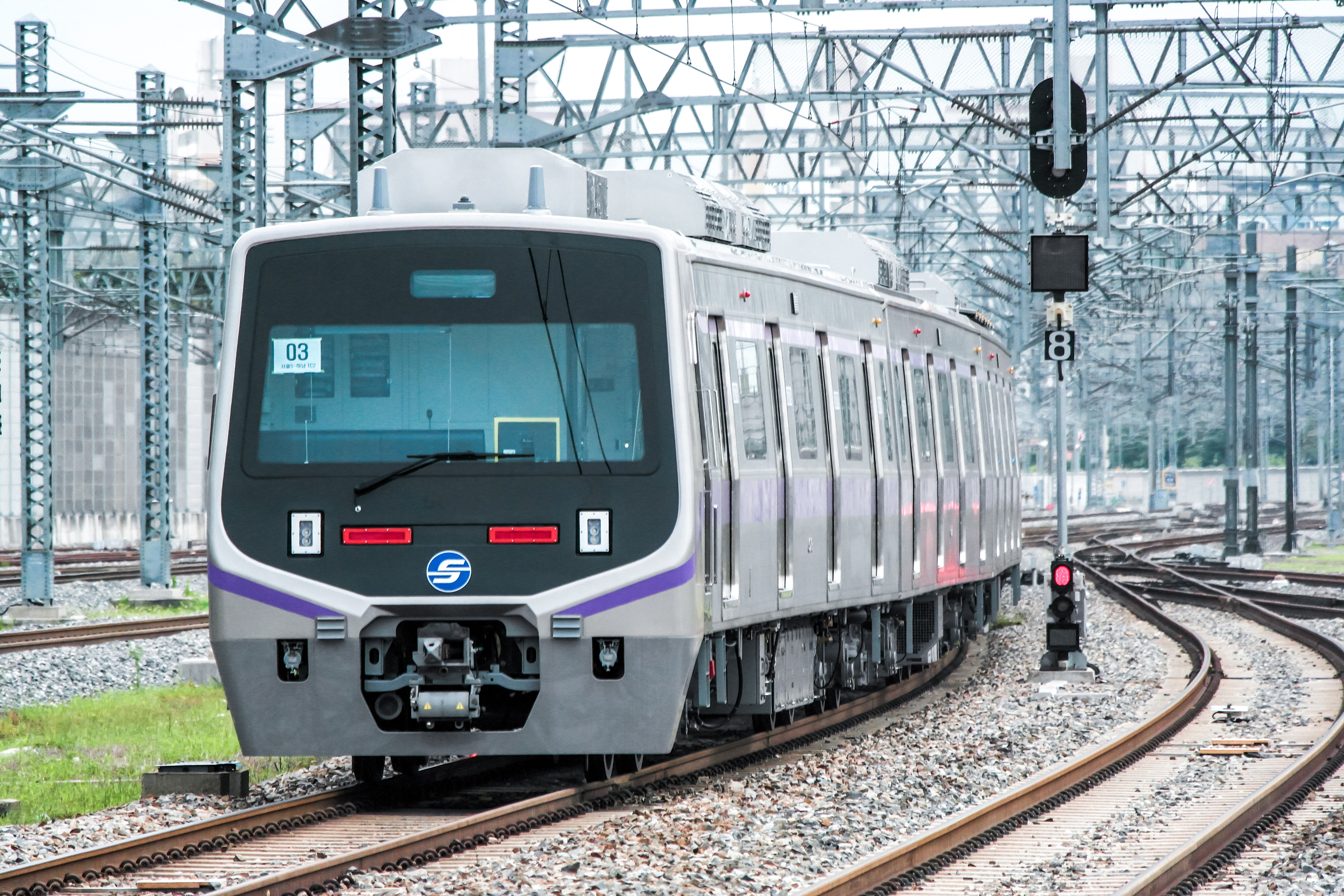
Tuyến số 5 (Tổng công ty Vận tải Seoul)
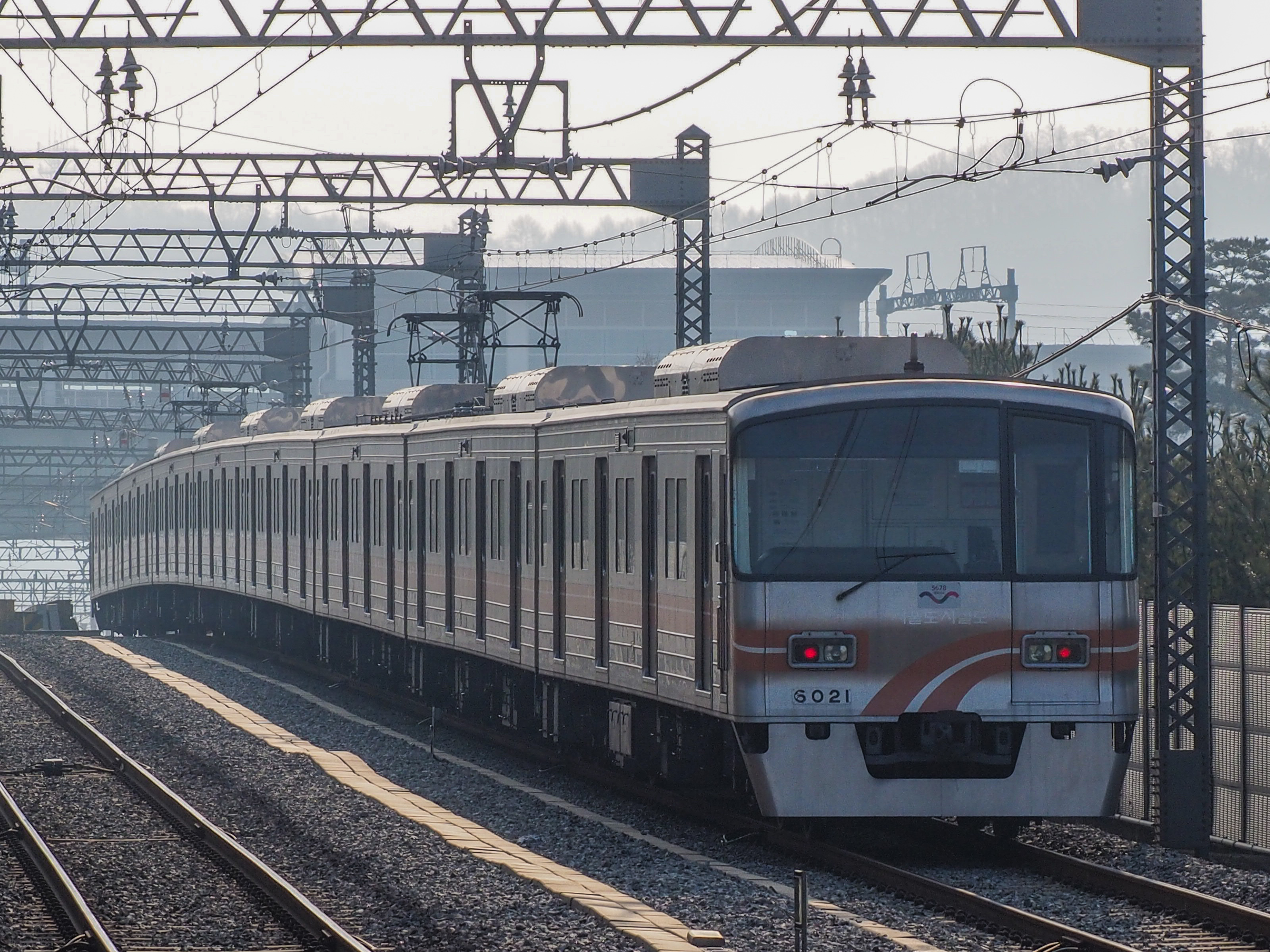
Tuyến 6 (Tổng công ty Vận tải Seoul)
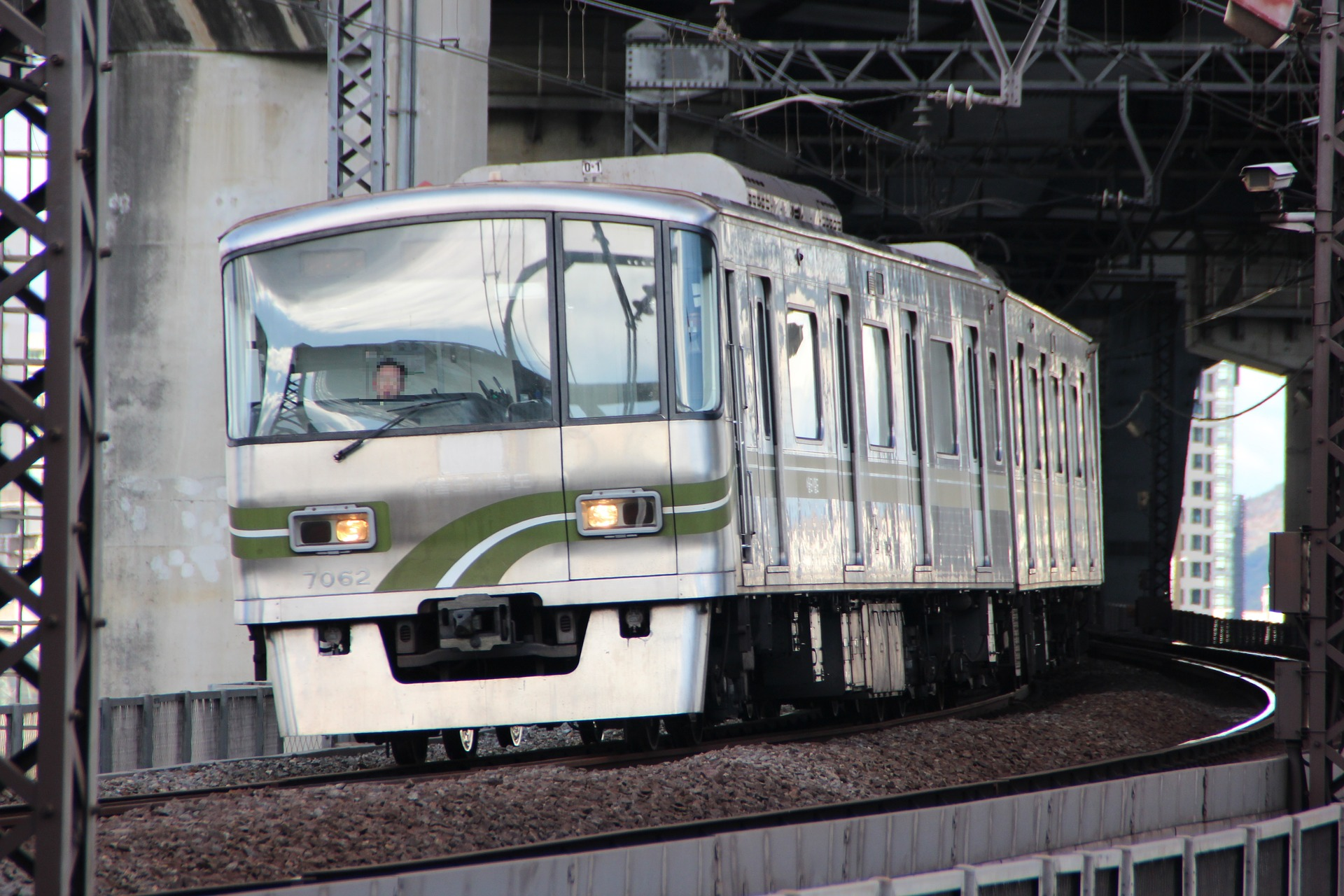
Tuyến số 7 (Tổng công ty Vận tải Seoul)
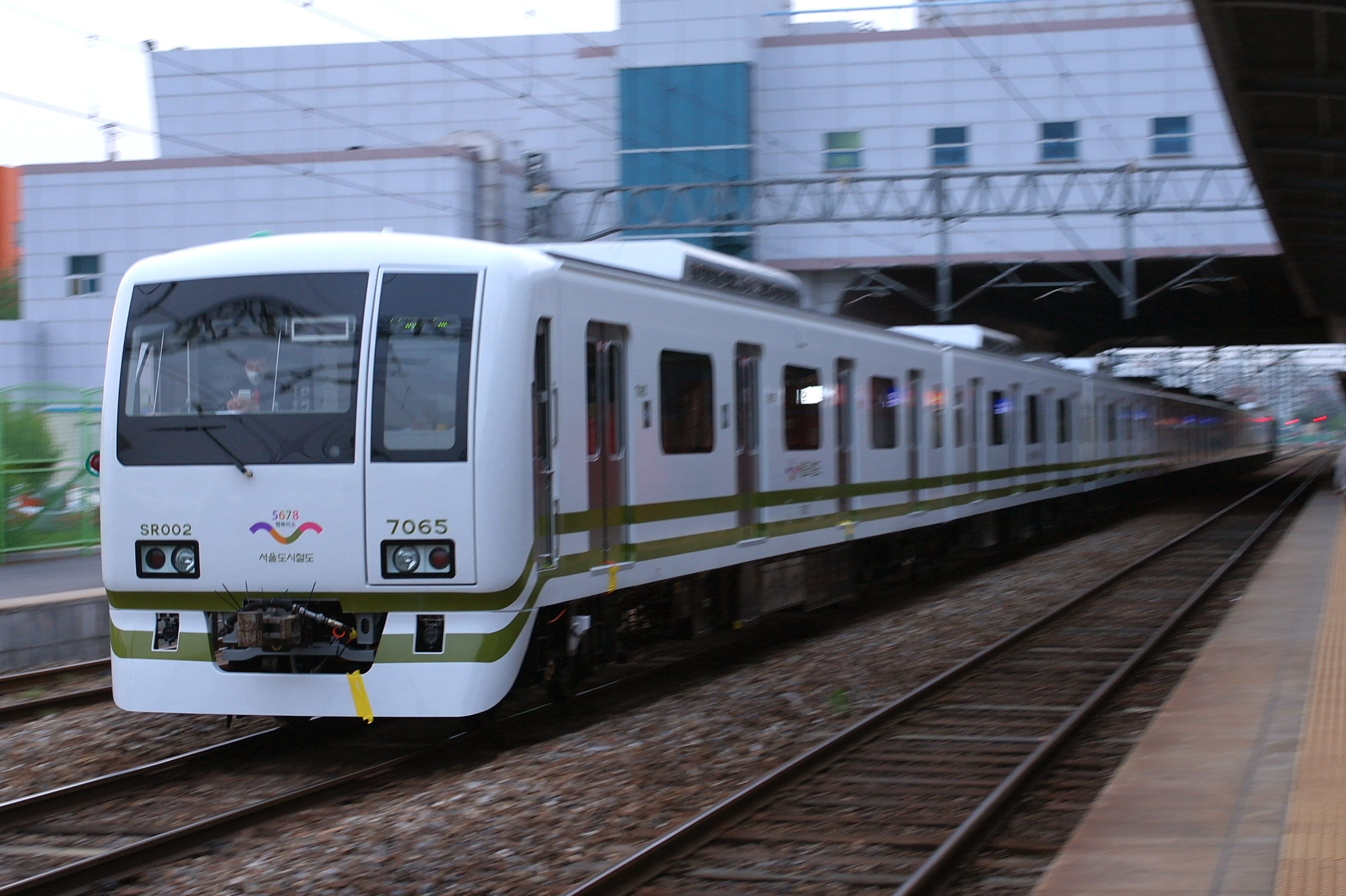
Tuyến số 7 (Tổng công ty Vận tải Seoul) Số SR002
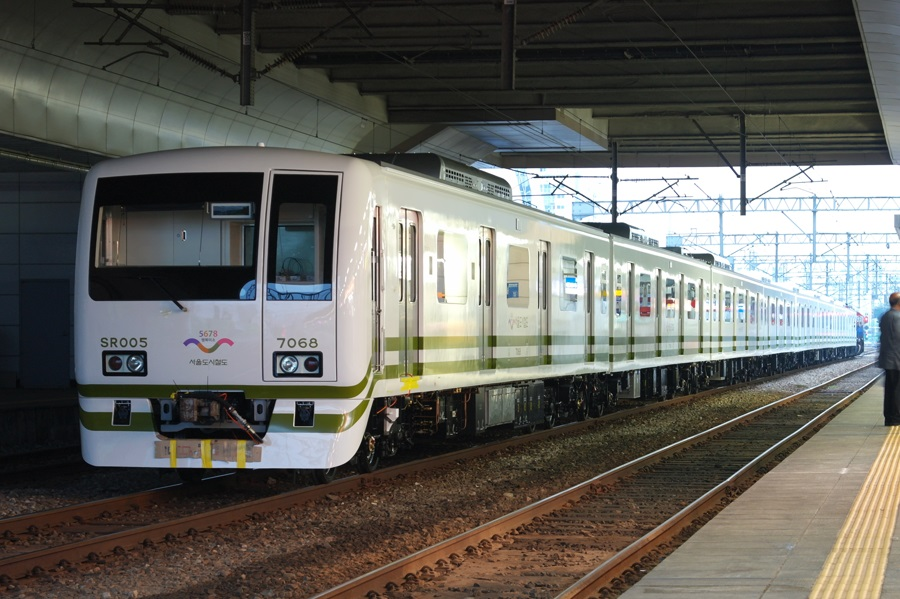
Tuyến số 7 (Tổng công ty Vận tải Seoul) Số SR005
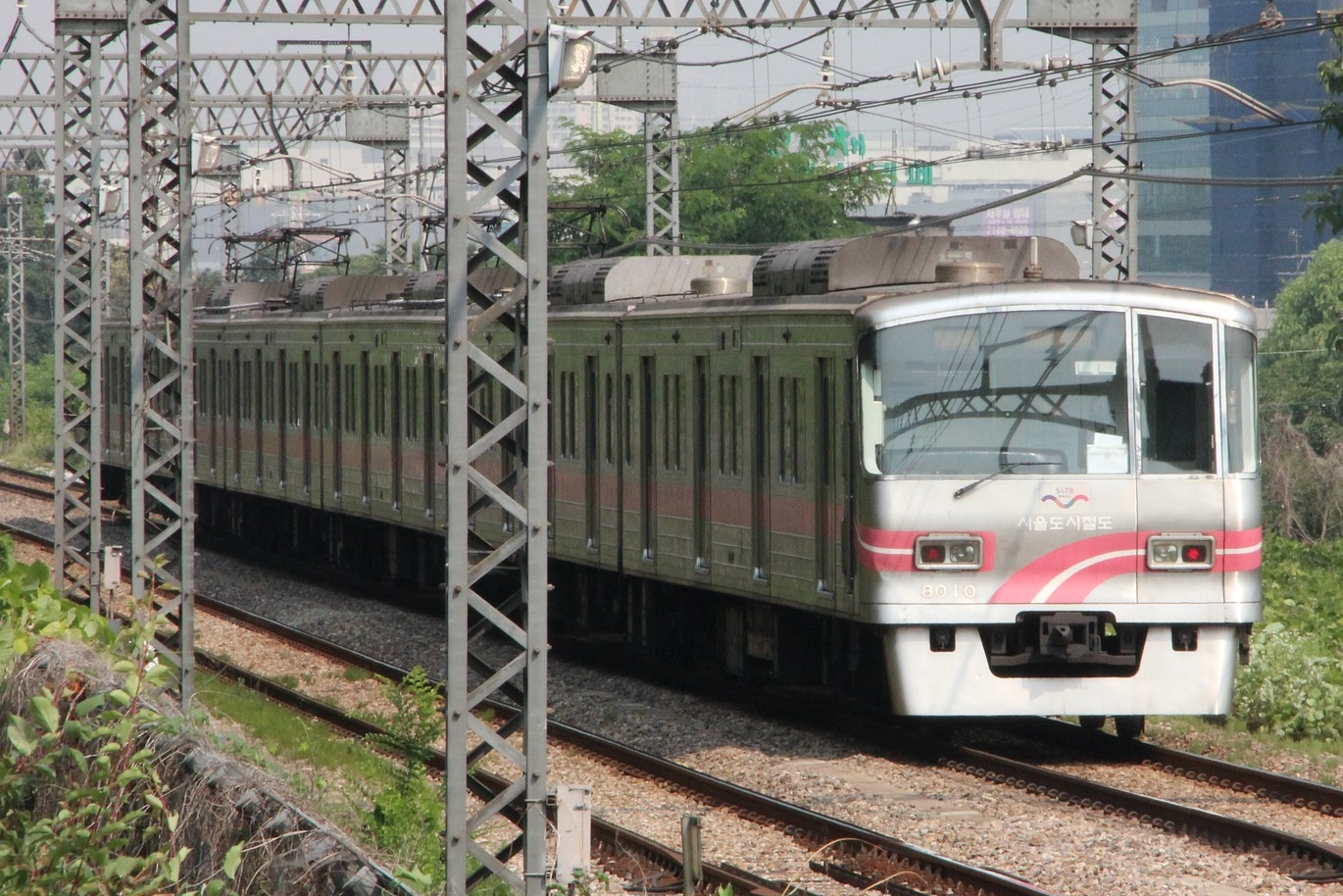
Tuyến 8 (Tổng công ty Vận tải Seoul)
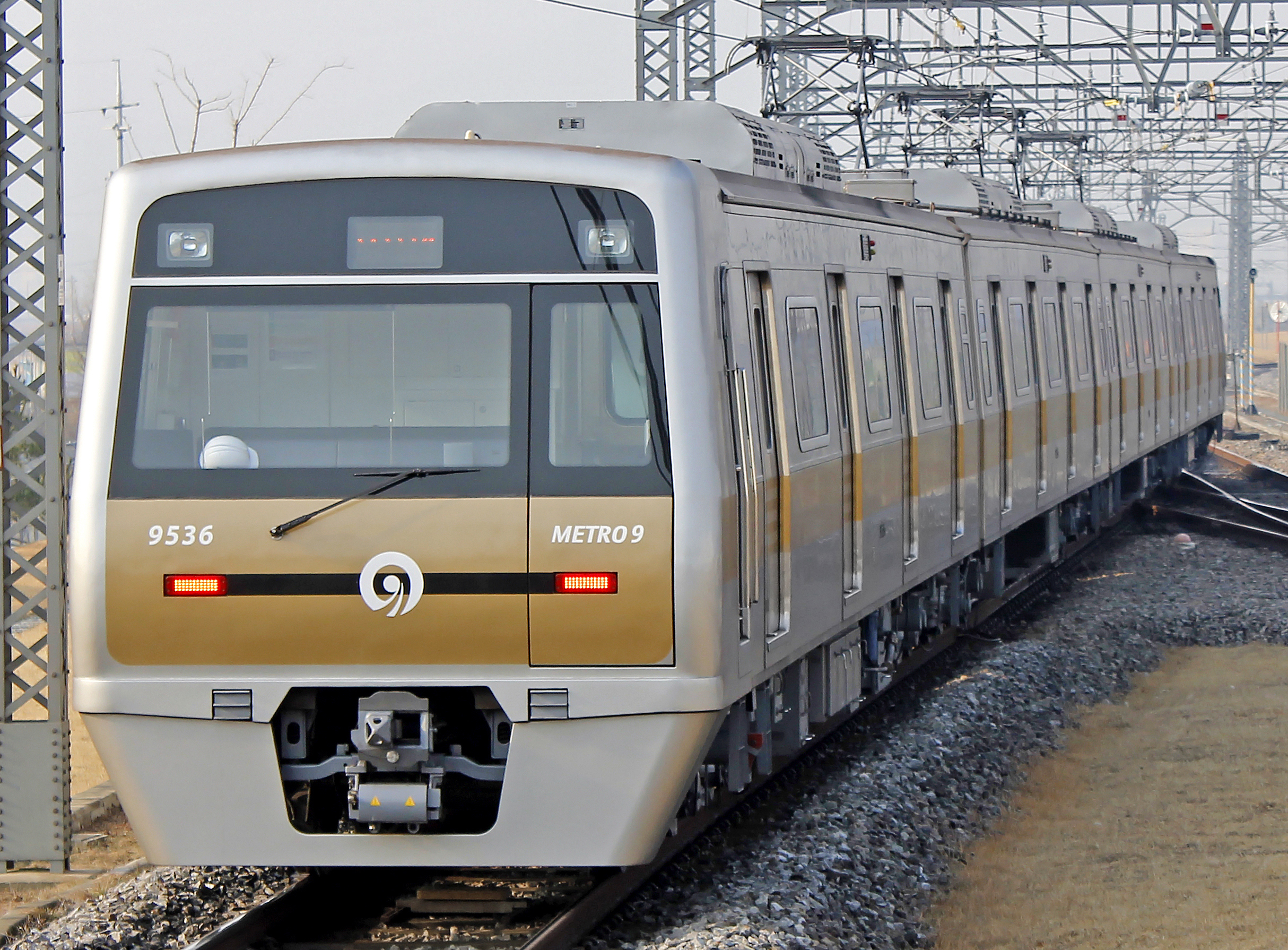
Tuyến số 9 (Tuyến tàu điện ngầm Seoul số 9)
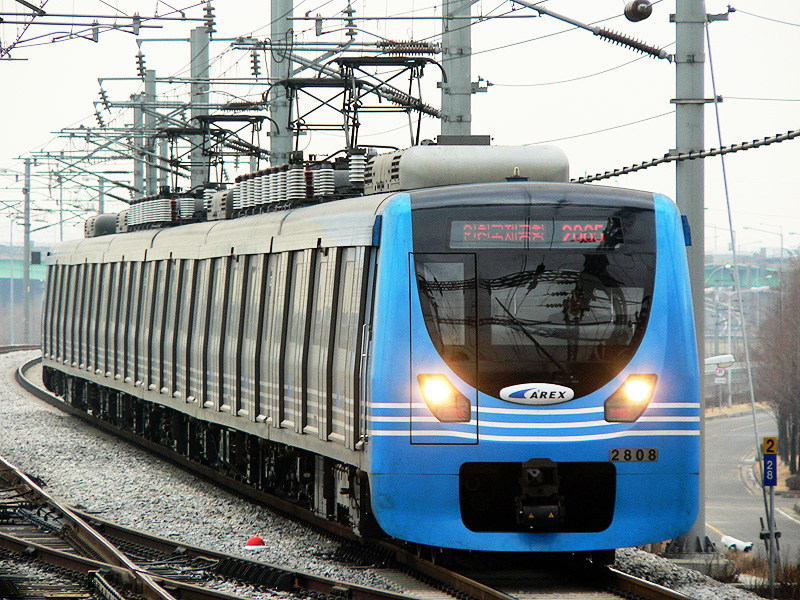
Tổng cục Đường sắt Sân bay Quốc tế Incheon (Đường sắt Sân bay)
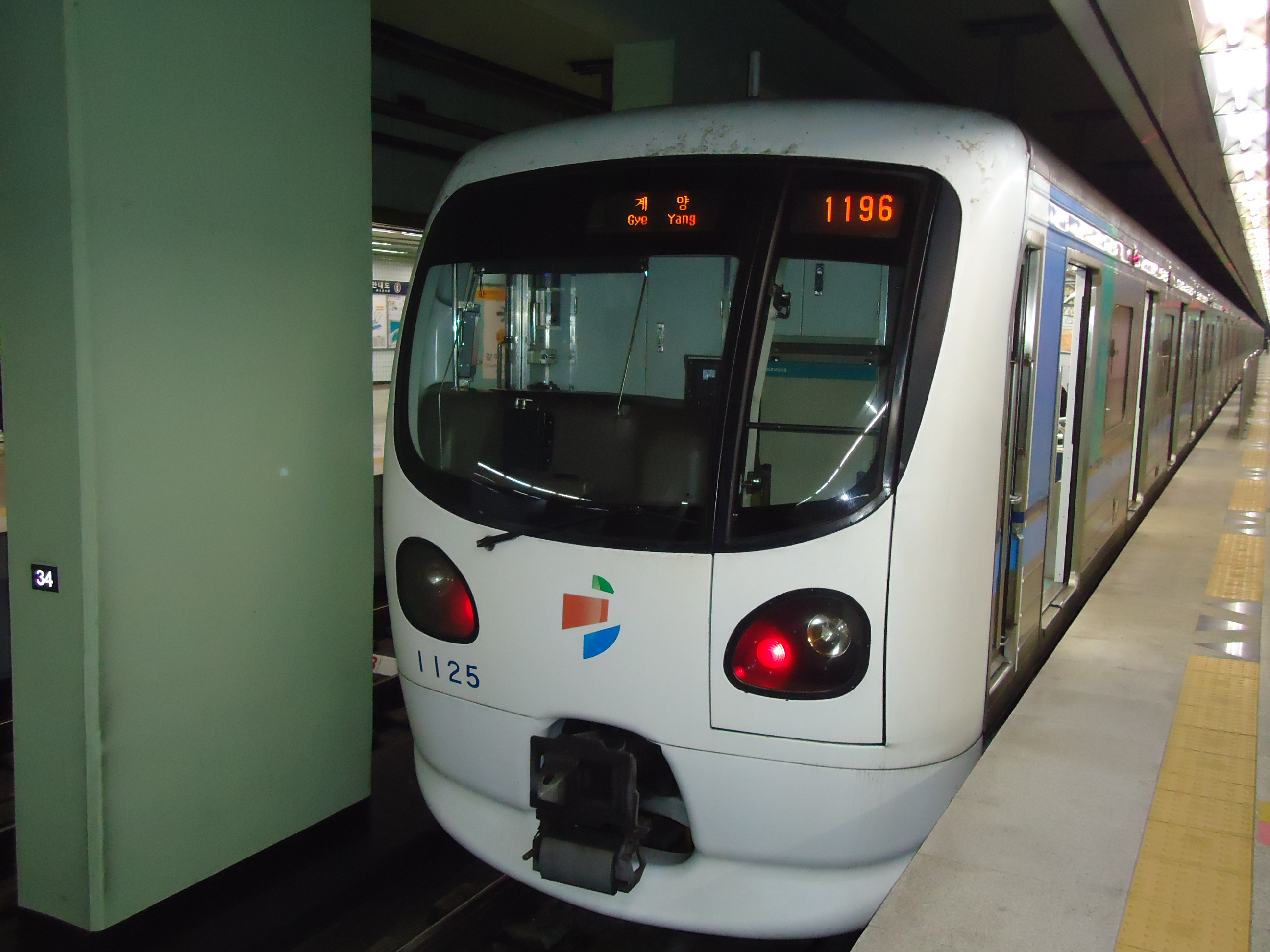
Tàu điện ngầm Incheon số 1 (Tổng công ty vận tải Incheon)
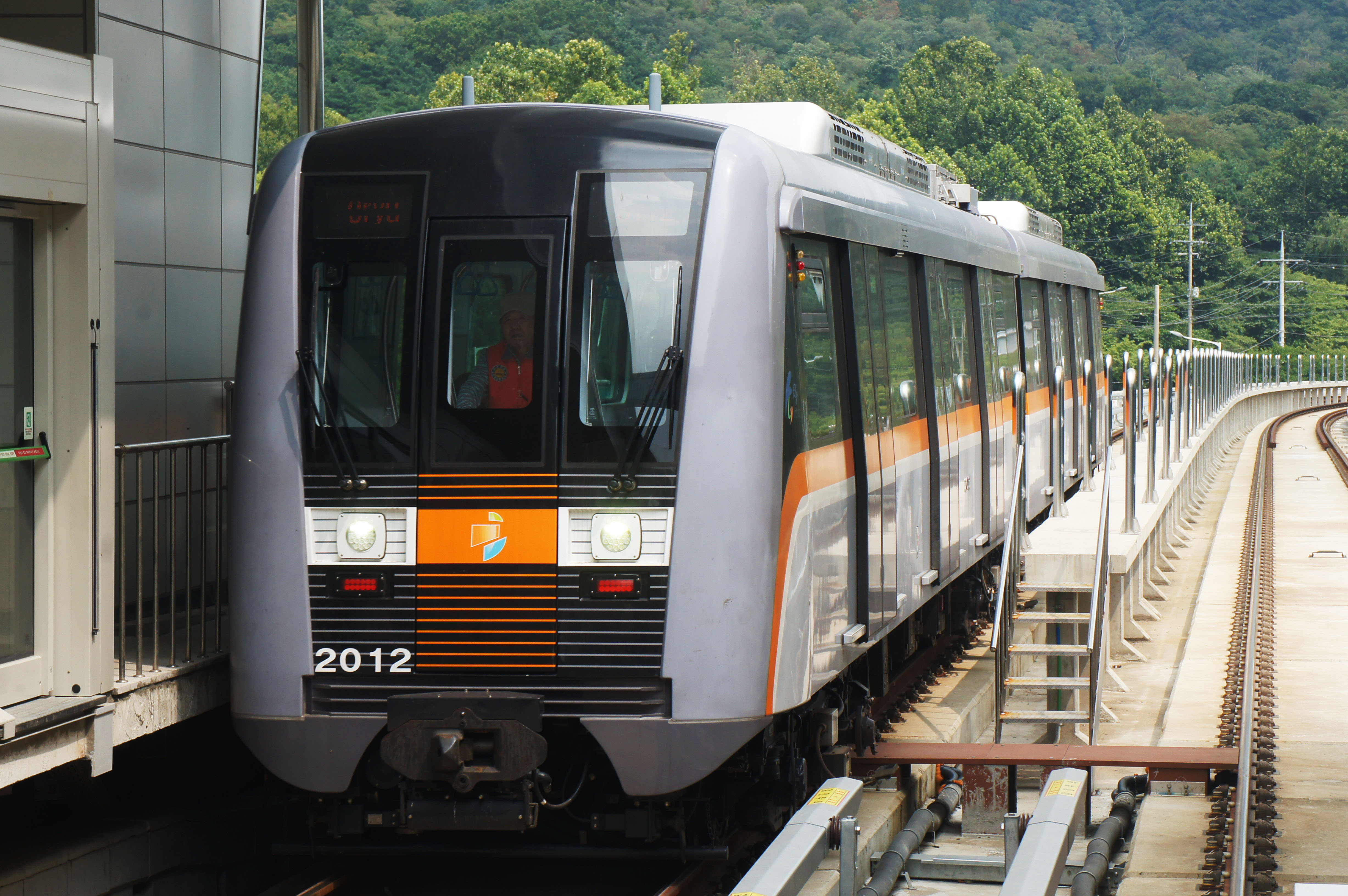
Tàu điện ngầm Incheon số 2 (Tổng công ty vận tải Incheon)
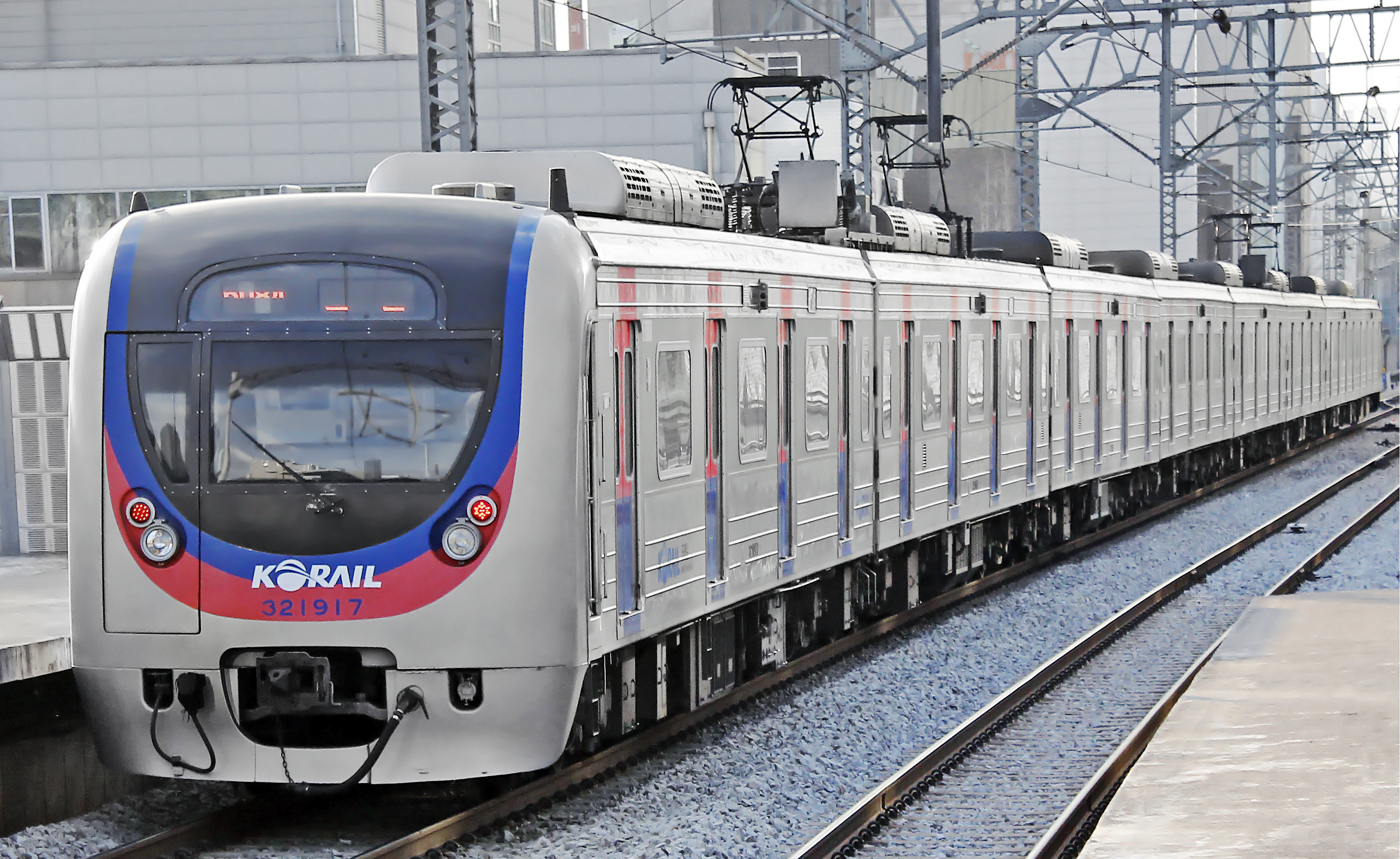
Tuyến Gyeongui–Jungang (Tổng công ty Đường sắt Hàn Quốc) 321000
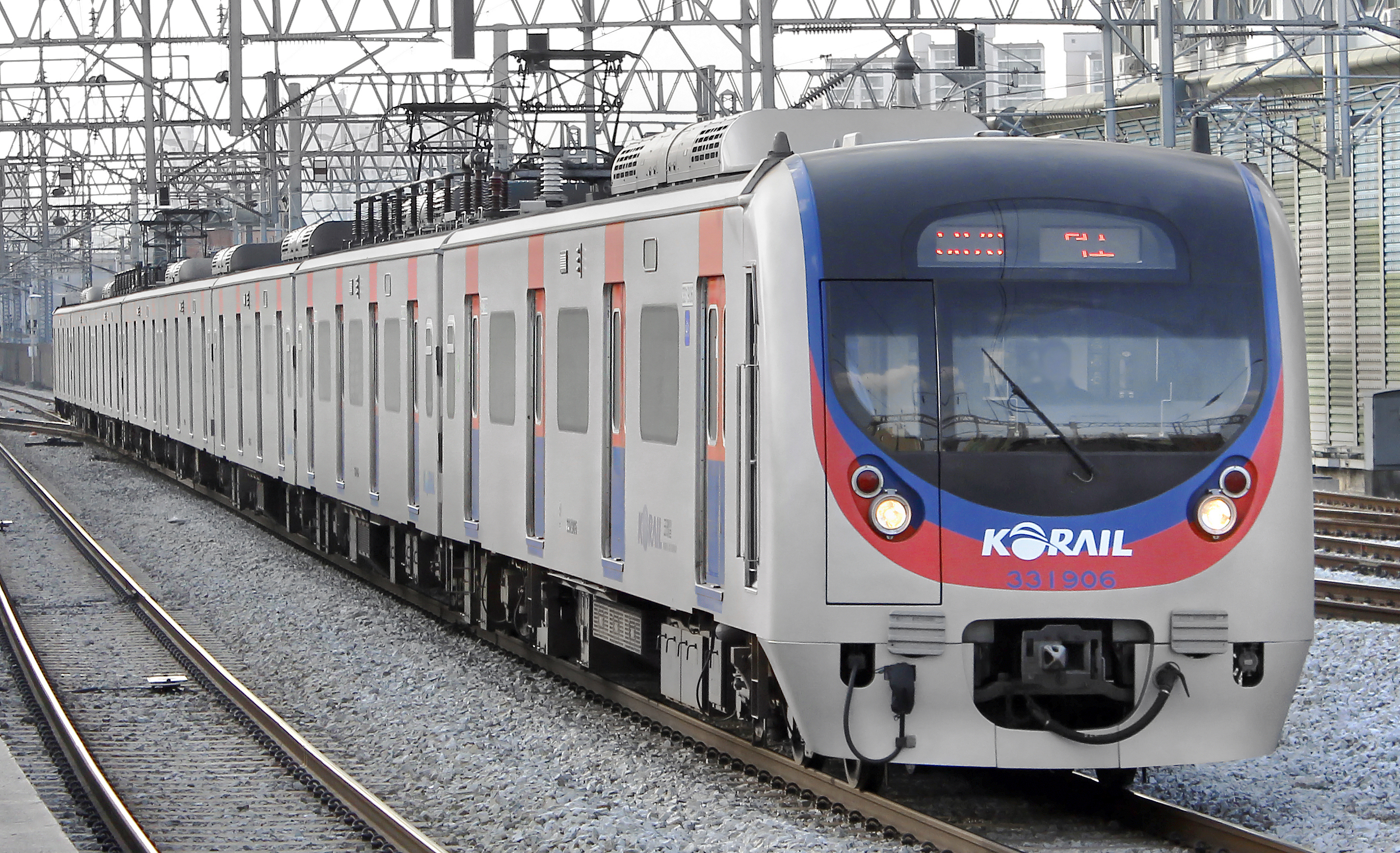
Tuyến Gyeongui–Jungang (Tổng công ty Đường sắt Hàn Quốc) 331000
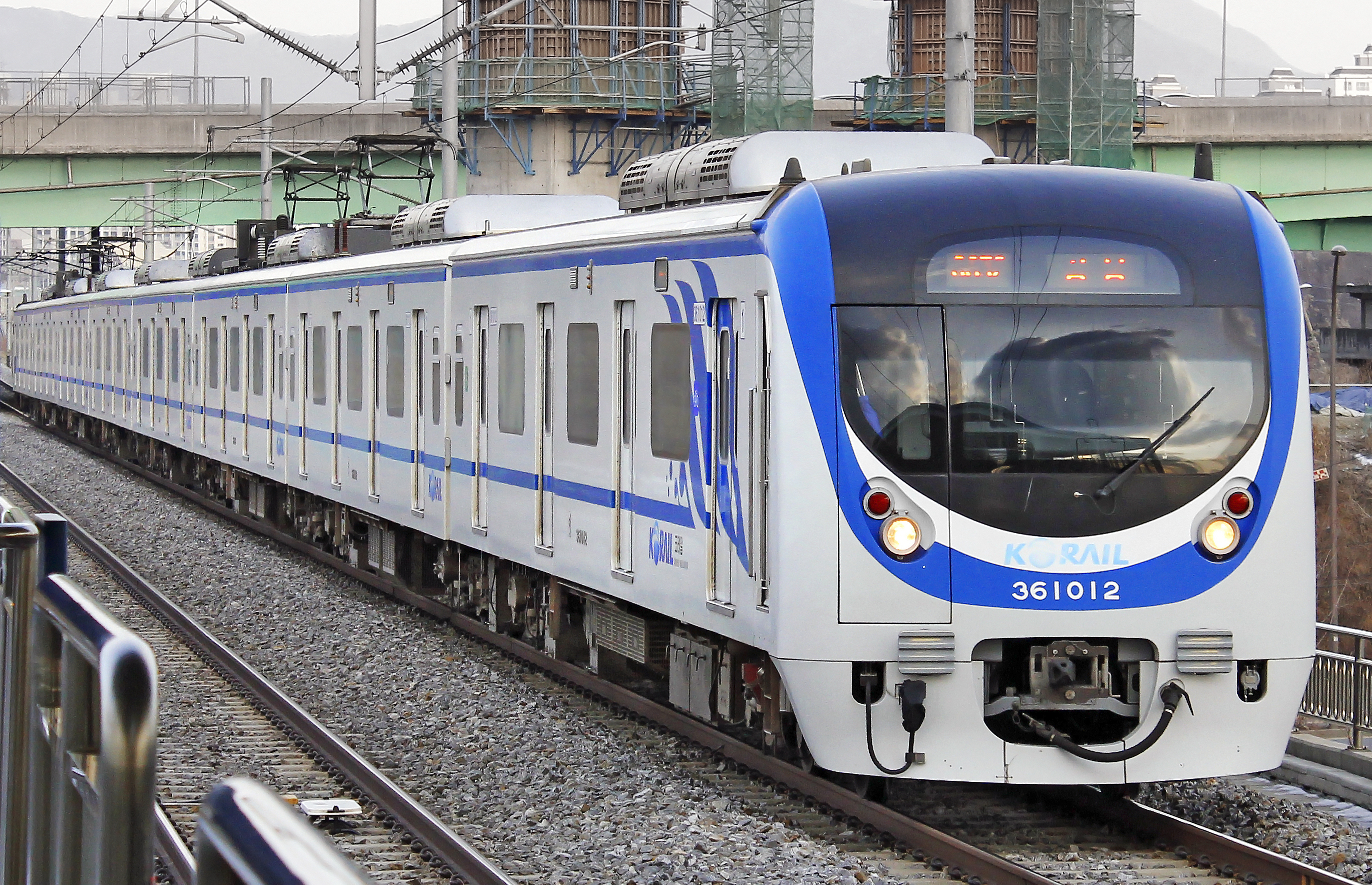
Tuyến Gyeongchun (Tổng công ty Đường sắt Hàn Quốc)
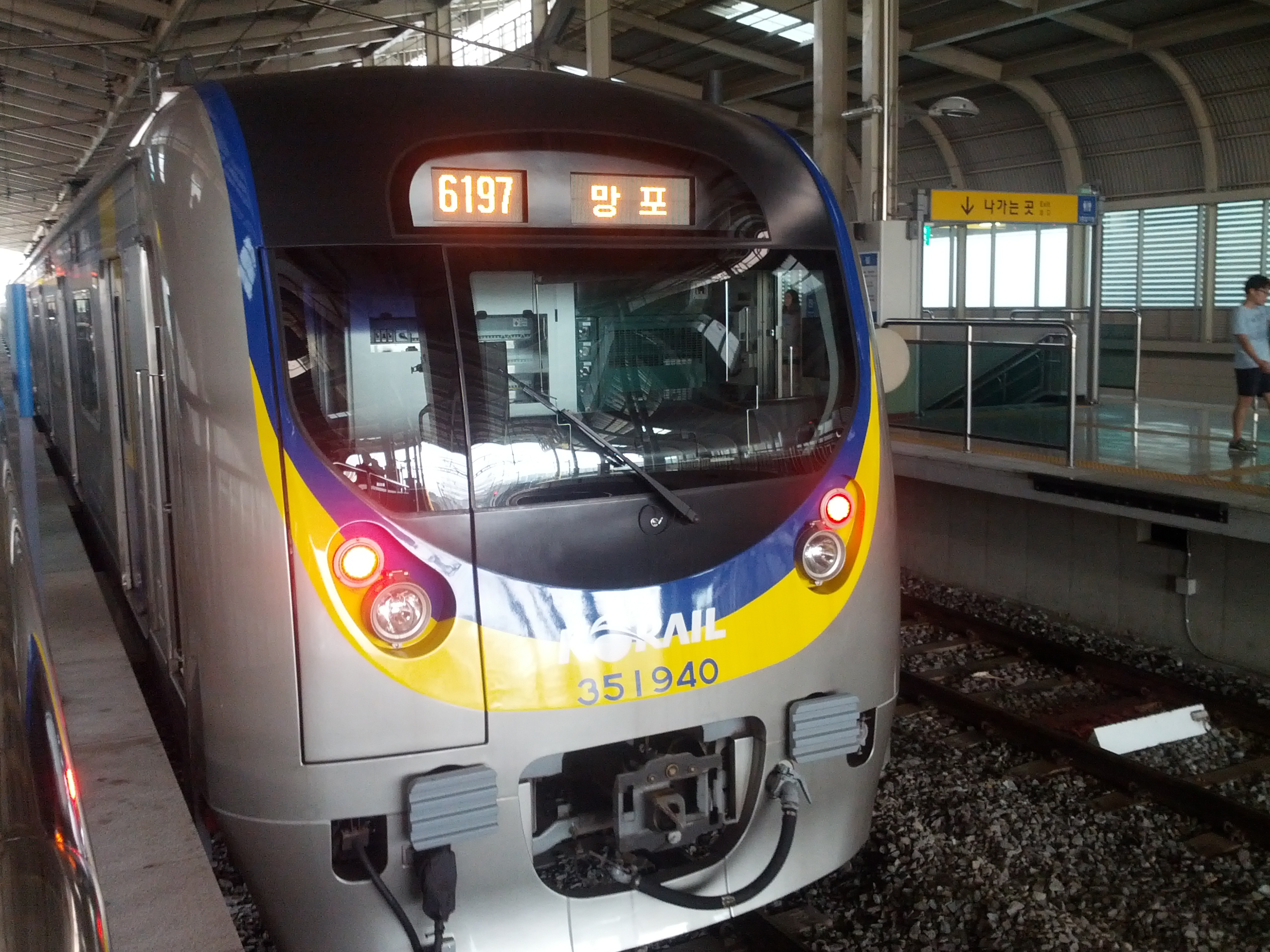
Tuyến Suin–Bundang (Tổng công ty Đường sắt Hàn Quốc)
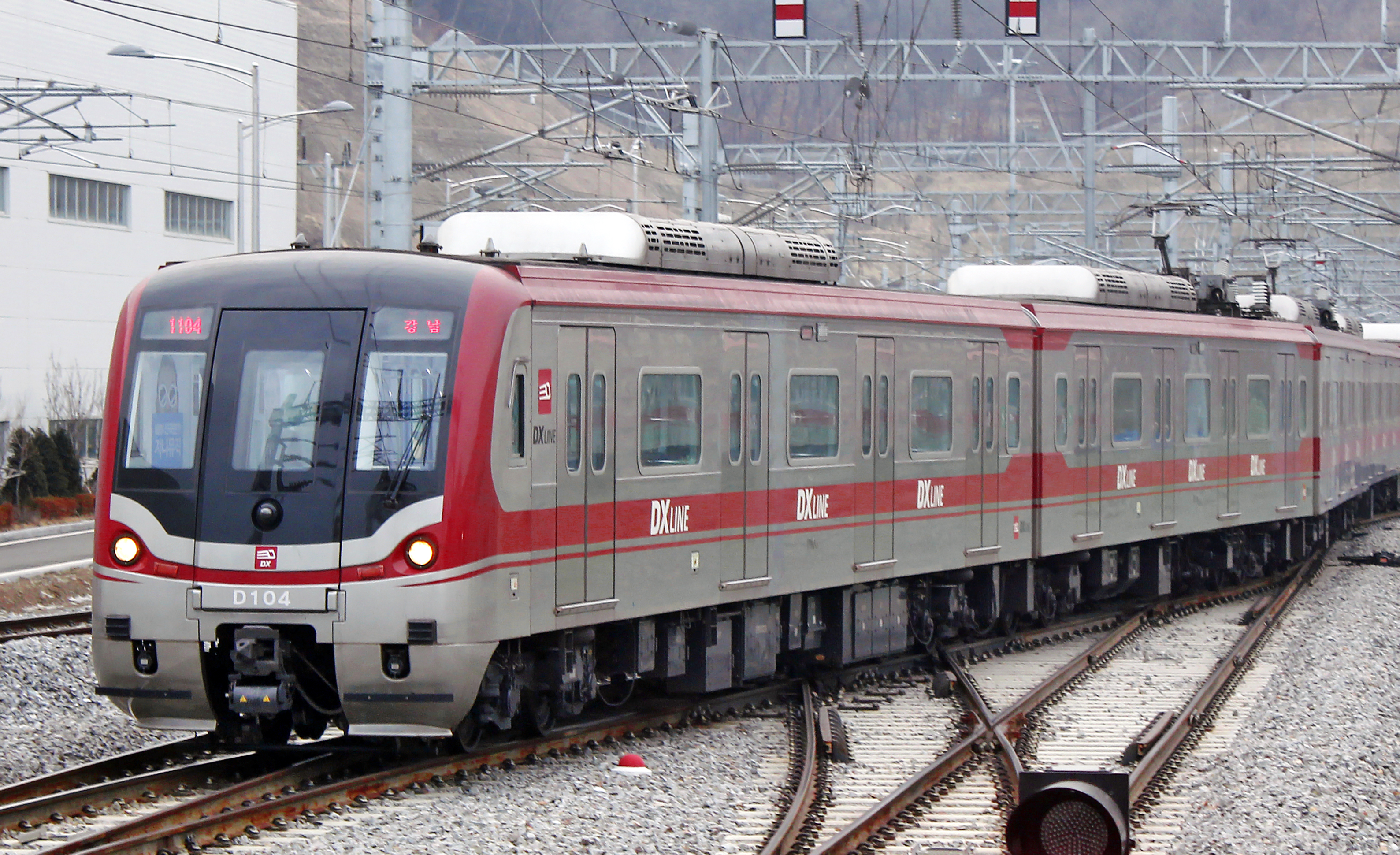
Tuyến Shinbundang (Tuyến Shinbundang)
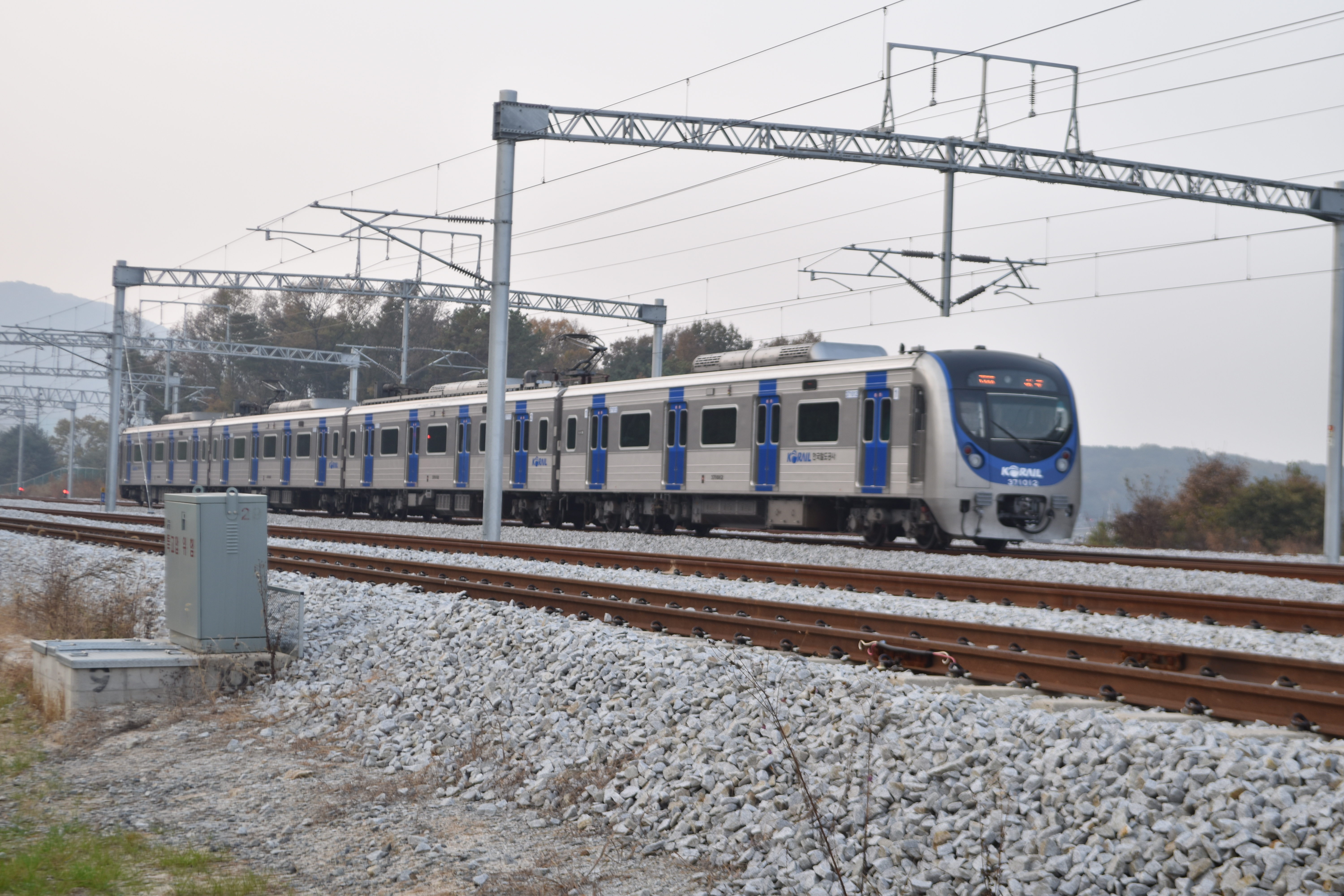
Tuyến Gyeonggang (Tổng công ty Đường sắt Hàn Quốc)
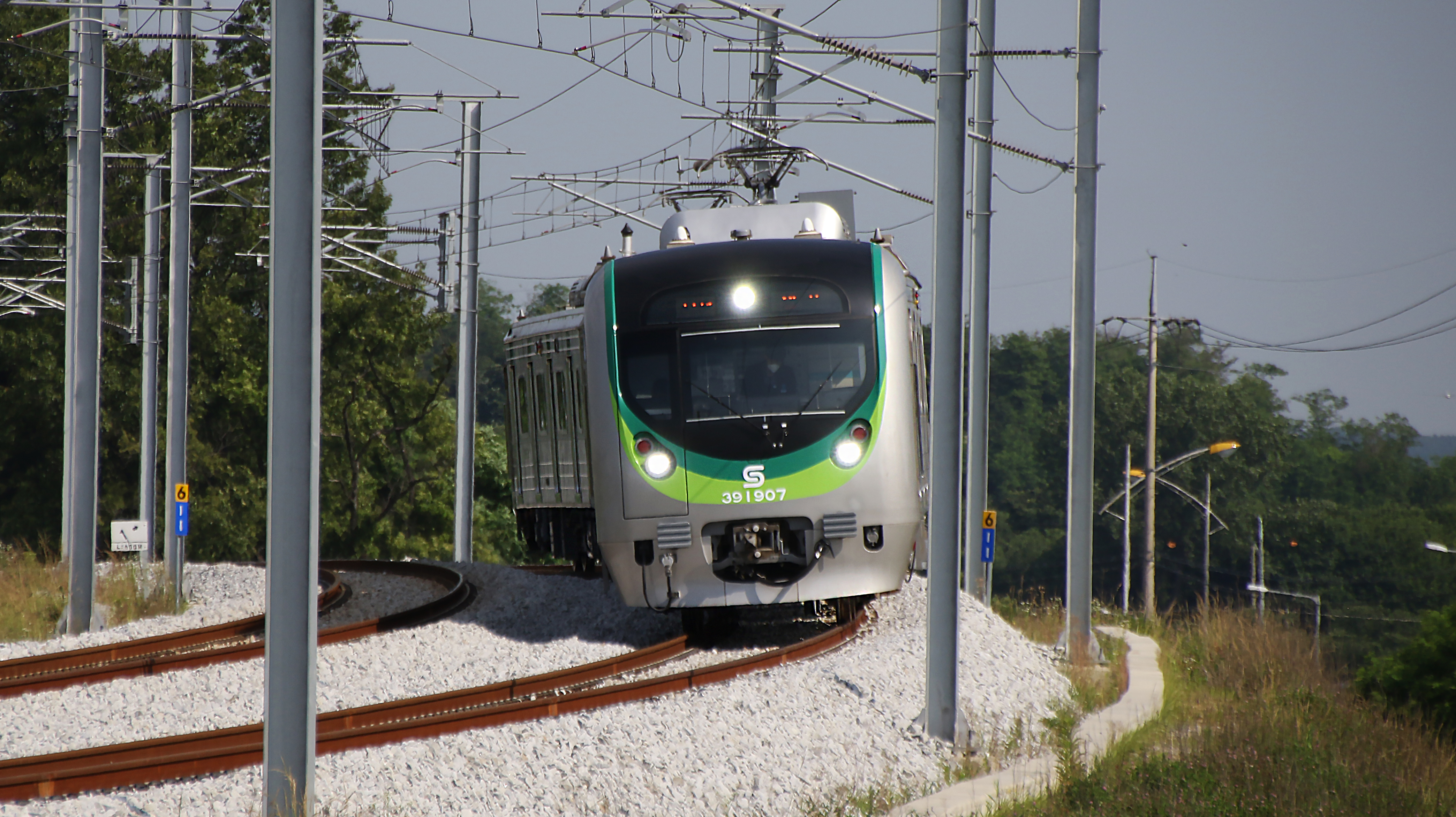
Tuyến Seohae (Tổng công ty Đường sắt Hàn Quốc)
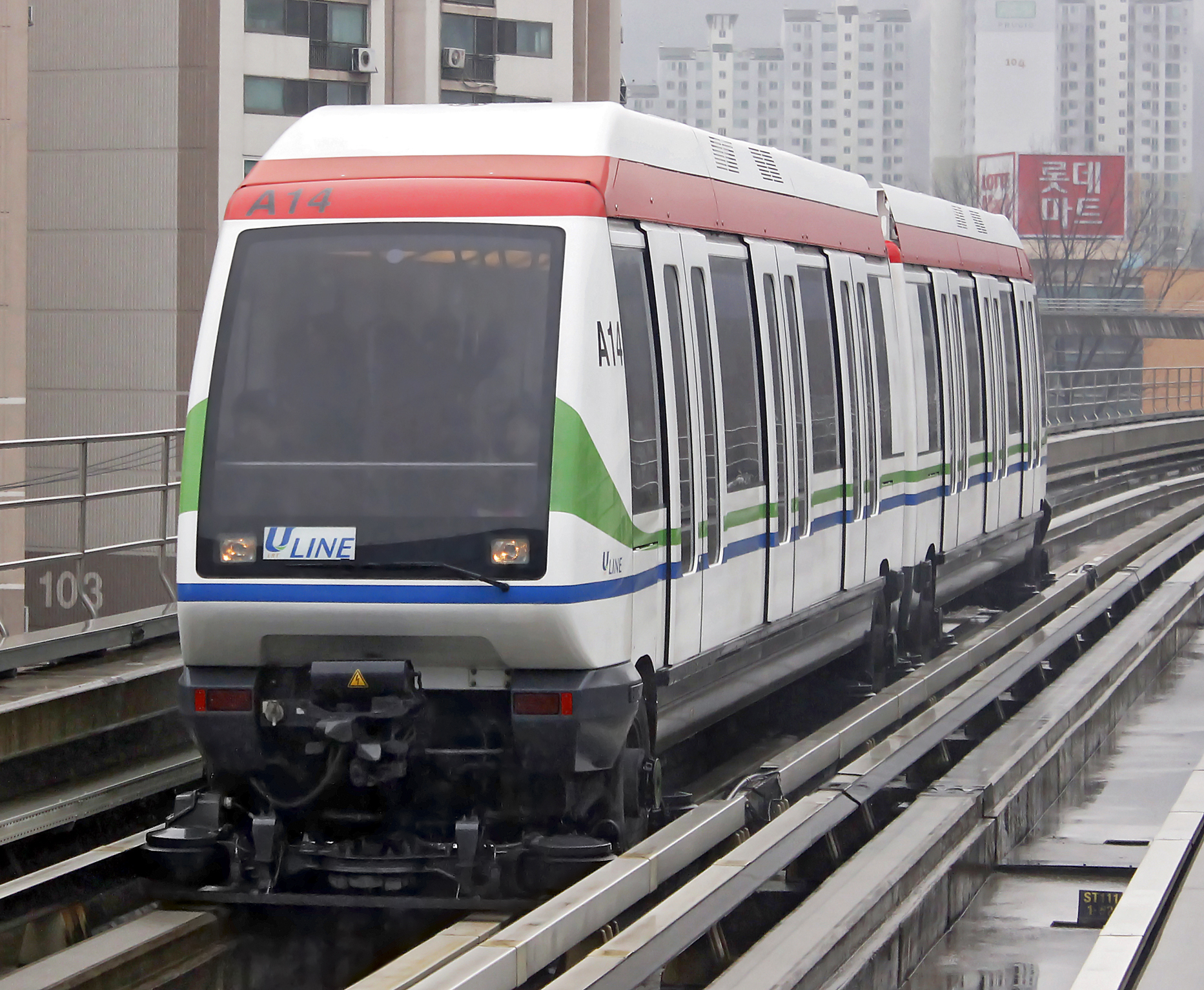
Đường sắt nhẹ Uijeongbu
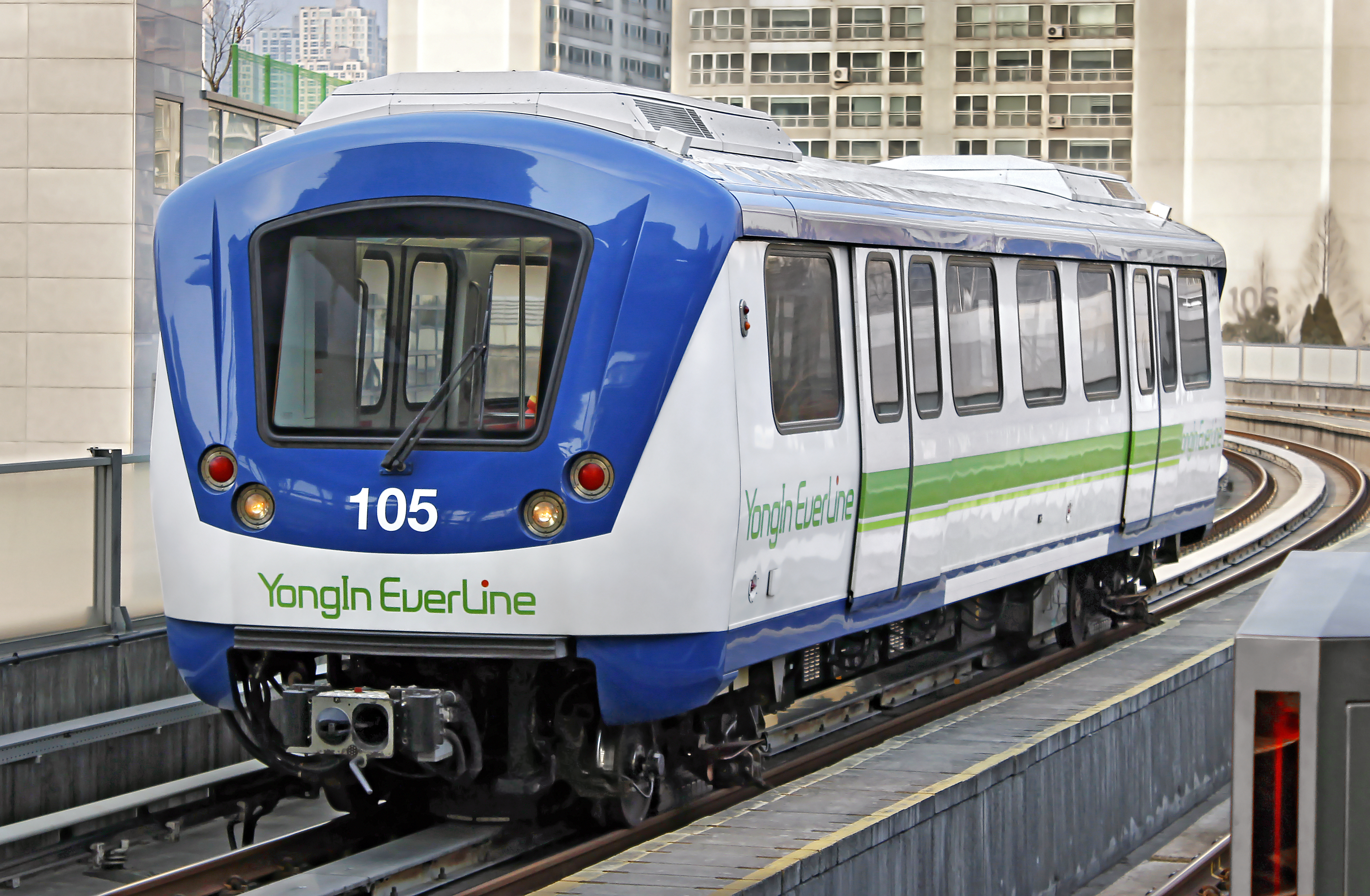
Đường sắt nhẹ Yongin (Everline)
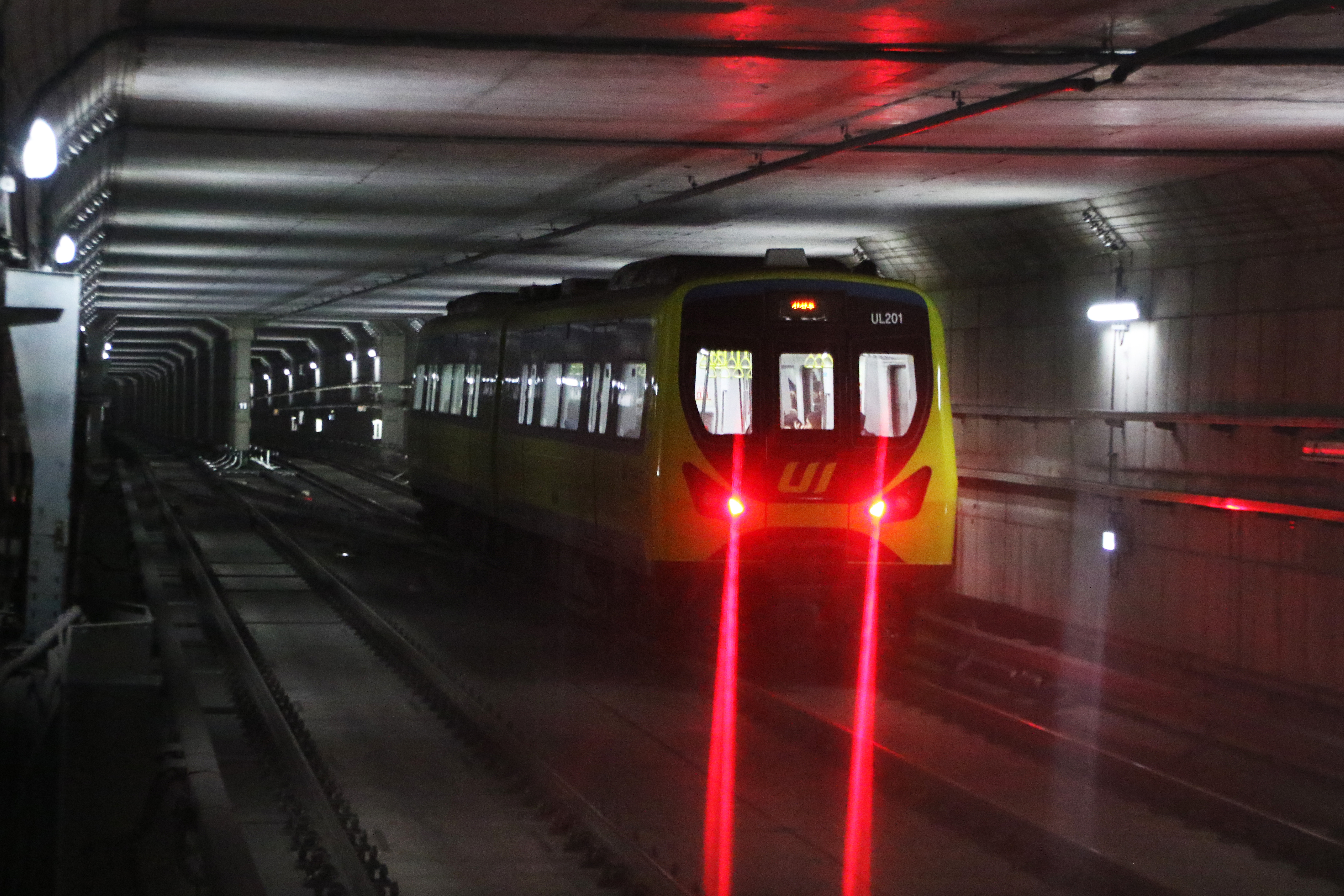
Tuyến Ui Sinseol (Đường sắt nhẹ Ui Sinseol)
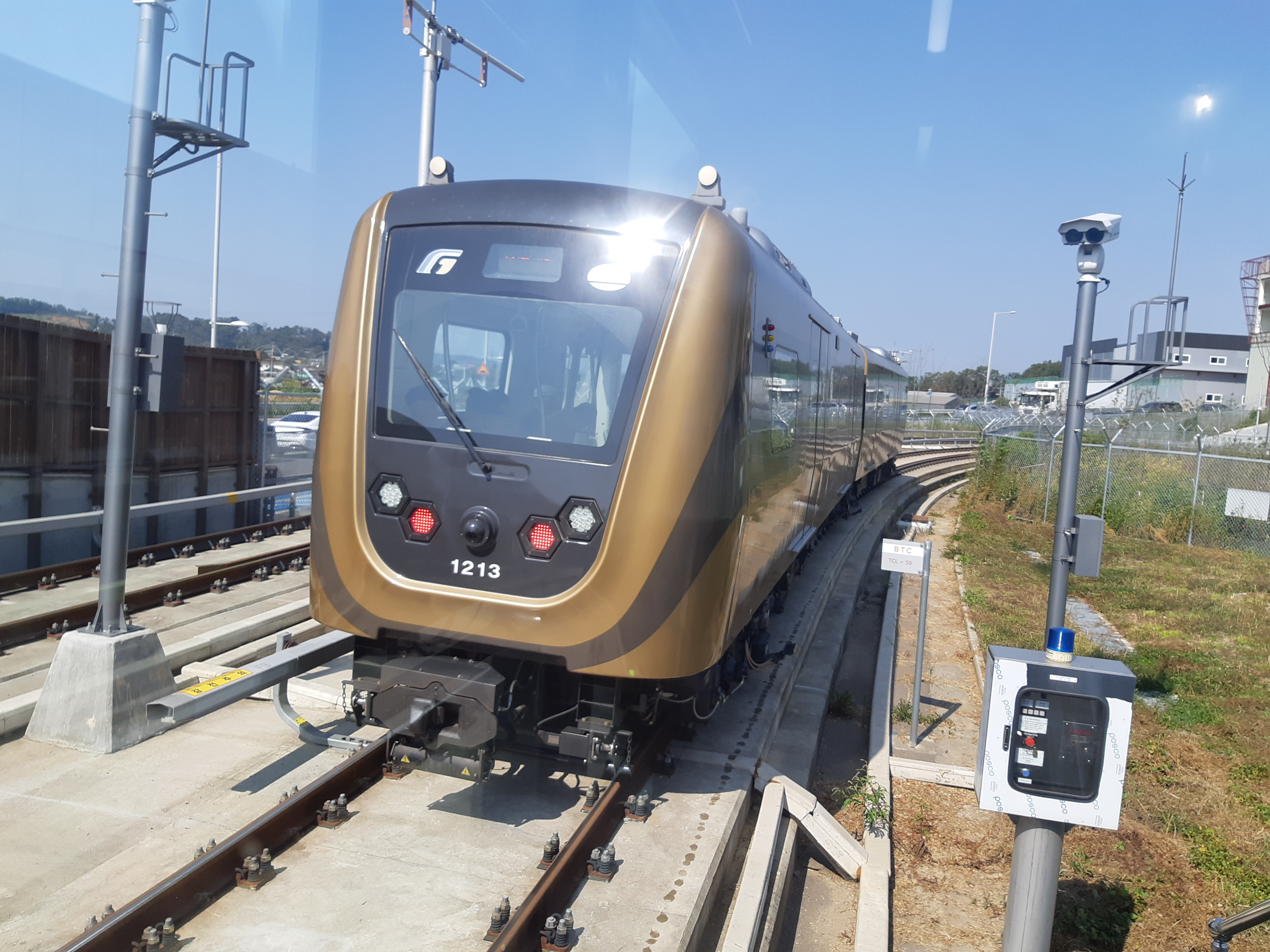
Gimpo Gold Line (Đường sắt đô thị Gimpo) GL113
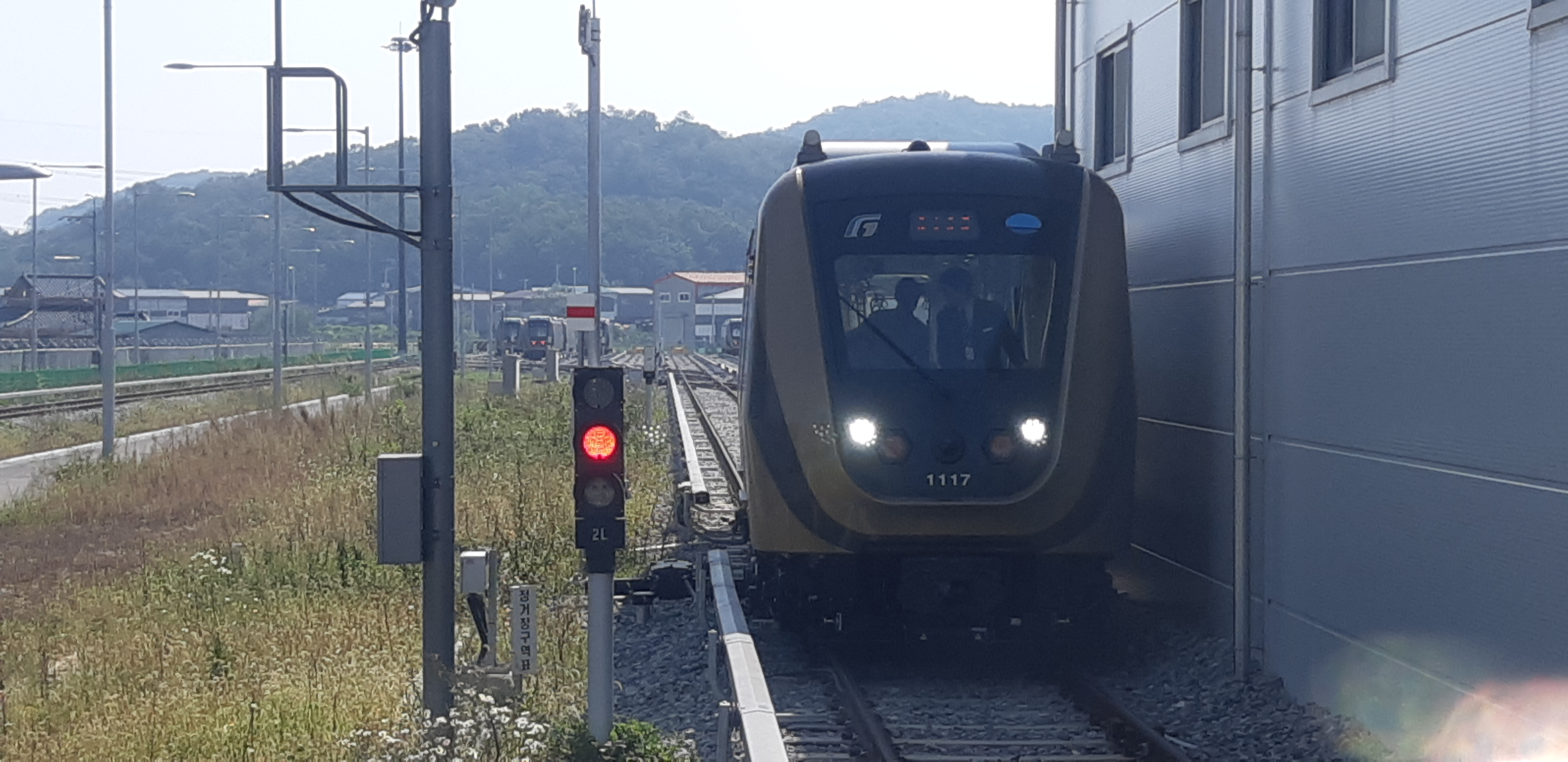
Gimpo Gold Line (Đường sắt đô thị Gimpo) GL117
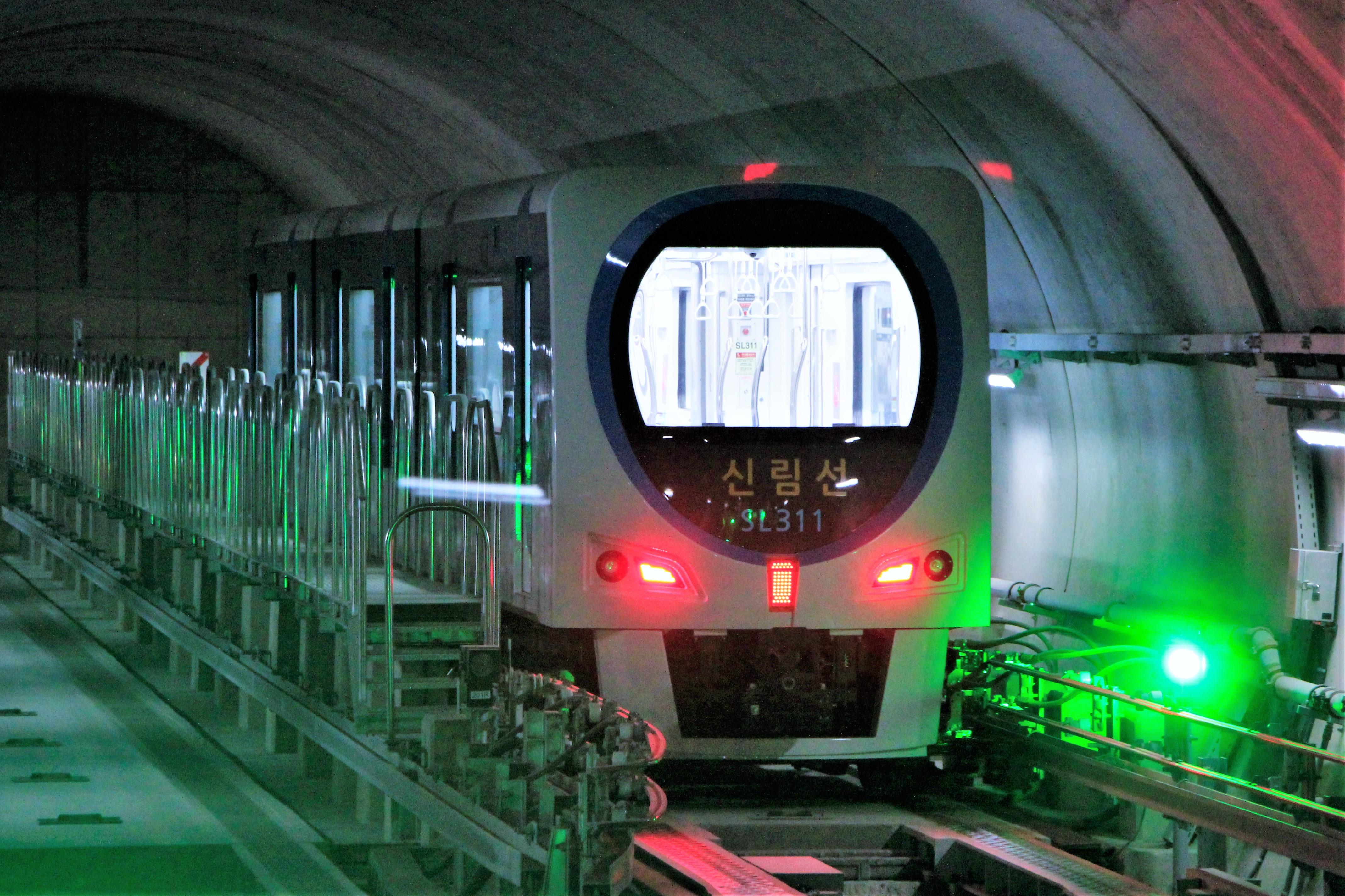
Tuyến Seohae (Đường sắt nhẹ Nam Seoul) SL311

## Liên kết
- Trang chủ chính thức
  - Bộ Đất đai, Cơ sở hạ tầng và Giao thông vận tải
  - KORAIL
  - Tổng công ty Vận tải Seoul
  - Tổng công ty Vận tải Incheon
  - Đường sắt sân bay
  - Tàu điện ngầm Seoul tuyến số 9
  - Tuyến Shinbundang
  - Cơ quan Đường sắt Hàn Quốc
  - Trụ sở Cơ sở hạ tầng của Thành phố Thủ đô Seoul (từ năm 2008, Trụ sở Xây dựng Tàu điện ngầm Thủ đô Seoul đã được tổ chức lại thành Trụ sở Cơ sở Hạ tầng của Thành phố Thủ đô Seoul)
  - Trụ sở xây dựng đường sắt đô thị thành phố Incheon Lưu trữ ngày 8 tháng 6 năm 2009 tại Wayback Machine
- Chính phủ thành phố
  - Tàu điện ngầm Seoul: Du lịch Seoul chính thức Lưu trữ ngày 9 tháng 3 năm 2013 tại Wayback Machine
  - Video WMV tiếng Anh Lưu trữ ngày 5 tháng 2 năm 2012 tại Wayback Machine mô tả lịch sử tàu điện ngầm Seoul, công trình hiện nay và dự án tương lai